# Prokešův manévr
Prokešův manévr je taktický šachový prvek, v kompozičním šachu poprvé představený československým šachistou české národnosti Ladislavem Prokešem. Účelem tohoto mezitahu je zabránit soupeřovu pěšci v proměně v dámu. Věž na poslední řadě, kterou napadá pěšec, opustí ohrožené pole a i za cenu vlastní oběti šachuje soupeřova krále. Protože ohrožené pole je nyní prázdné, soupeřův pěšec ztratil možnost na něj postoupit a může být snadno odebrán. Téma rozvíjela řada významných šachových skladatelů a nizozemský velmistr Jan Timman ve spolupráci s Timem Krabbé dokonce sestavil studii se dvěma krátce po sobě následujícími Prokešovými manévry. Příležitostně se tento prvek vyskytuje i v soutěžních partiích.

## Původní Prokešova myšlenka
|   | a                                                                            | b                                                                            | c                                                                            | d                                                                            | e                                                                            | f                                                                            | g                                                                            | h                                                                            |   |
| 8 | h5 bílý král · c4 černý král · d3 černý pěšec · e3 černý pěšec · f1 bílý věž | h5 bílý král · c4 černý král · d3 černý pěšec · e3 černý pěšec · f1 bílý věž | h5 bílý král · c4 černý král · d3 černý pěšec · e3 černý pěšec · f1 bílý věž | h5 bílý král · c4 černý král · d3 černý pěšec · e3 černý pěšec · f1 bílý věž | h5 bílý král · c4 černý král · d3 černý pěšec · e3 černý pěšec · f1 bílý věž | h5 bílý král · c4 černý král · d3 černý pěšec · e3 černý pěšec · f1 bílý věž | h5 bílý král · c4 černý král · d3 černý pěšec · e3 černý pěšec · f1 bílý věž | h5 bílý král · c4 černý král · d3 černý pěšec · e3 černý pěšec · f1 bílý věž | 8 |
| 7 | h5 bílý král · c4 černý král · d3 černý pěšec · e3 černý pěšec · f1 bílý věž | h5 bílý král · c4 černý král · d3 černý pěšec · e3 černý pěšec · f1 bílý věž | h5 bílý král · c4 černý král · d3 černý pěšec · e3 černý pěšec · f1 bílý věž | h5 bílý král · c4 černý král · d3 černý pěšec · e3 černý pěšec · f1 bílý věž | h5 bílý král · c4 černý král · d3 černý pěšec · e3 černý pěšec · f1 bílý věž | h5 bílý král · c4 černý král · d3 černý pěšec · e3 černý pěšec · f1 bílý věž | h5 bílý král · c4 černý král · d3 černý pěšec · e3 černý pěšec · f1 bílý věž | h5 bílý král · c4 černý král · d3 černý pěšec · e3 černý pěšec · f1 bílý věž | 7 |
| 6 | h5 bílý král · c4 černý král · d3 černý pěšec · e3 černý pěšec · f1 bílý věž | h5 bílý král · c4 černý král · d3 černý pěšec · e3 černý pěšec · f1 bílý věž | h5 bílý král · c4 černý král · d3 černý pěšec · e3 černý pěšec · f1 bílý věž | h5 bílý král · c4 černý král · d3 černý pěšec · e3 černý pěšec · f1 bílý věž | h5 bílý král · c4 černý král · d3 černý pěšec · e3 černý pěšec · f1 bílý věž | h5 bílý král · c4 černý král · d3 černý pěšec · e3 černý pěšec · f1 bílý věž | h5 bílý král · c4 černý král · d3 černý pěšec · e3 černý pěšec · f1 bílý věž | h5 bílý král · c4 černý král · d3 černý pěšec · e3 černý pěšec · f1 bílý věž | 6 |
| 5 | h5 bílý král · c4 černý král · d3 černý pěšec · e3 černý pěšec · f1 bílý věž | h5 bílý král · c4 černý král · d3 černý pěšec · e3 černý pěšec · f1 bílý věž | h5 bílý král · c4 černý král · d3 černý pěšec · e3 černý pěšec · f1 bílý věž | h5 bílý král · c4 černý král · d3 černý pěšec · e3 černý pěšec · f1 bílý věž | h5 bílý král · c4 černý král · d3 černý pěšec · e3 černý pěšec · f1 bílý věž | h5 bílý král · c4 černý král · d3 černý pěšec · e3 černý pěšec · f1 bílý věž | h5 bílý král · c4 černý král · d3 černý pěšec · e3 černý pěšec · f1 bílý věž | h5 bílý král · c4 černý král · d3 černý pěšec · e3 černý pěšec · f1 bílý věž | 5 |
| 4 | h5 bílý král · c4 černý král · d3 černý pěšec · e3 černý pěšec · f1 bílý věž | h5 bílý král · c4 černý král · d3 černý pěšec · e3 černý pěšec · f1 bílý věž | h5 bílý král · c4 černý král · d3 černý pěšec · e3 černý pěšec · f1 bílý věž | h5 bílý král · c4 černý král · d3 černý pěšec · e3 černý pěšec · f1 bílý věž | h5 bílý král · c4 černý král · d3 černý pěšec · e3 černý pěšec · f1 bílý věž | h5 bílý král · c4 černý král · d3 černý pěšec · e3 černý pěšec · f1 bílý věž | h5 bílý král · c4 černý král · d3 černý pěšec · e3 černý pěšec · f1 bílý věž | h5 bílý král · c4 černý král · d3 černý pěšec · e3 černý pěšec · f1 bílý věž | 4 |
| 3 | h5 bílý král · c4 černý král · d3 černý pěšec · e3 černý pěšec · f1 bílý věž | h5 bílý král · c4 černý král · d3 černý pěšec · e3 černý pěšec · f1 bílý věž | h5 bílý král · c4 černý král · d3 černý pěšec · e3 černý pěšec · f1 bílý věž | h5 bílý král · c4 černý král · d3 černý pěšec · e3 černý pěšec · f1 bílý věž | h5 bílý král · c4 černý král · d3 černý pěšec · e3 černý pěšec · f1 bílý věž | h5 bílý král · c4 černý král · d3 černý pěšec · e3 černý pěšec · f1 bílý věž | h5 bílý král · c4 černý král · d3 černý pěšec · e3 černý pěšec · f1 bílý věž | h5 bílý král · c4 černý král · d3 černý pěšec · e3 černý pěšec · f1 bílý věž | 3 |
| 2 | h5 bílý král · c4 černý král · d3 černý pěšec · e3 černý pěšec · f1 bílý věž | h5 bílý král · c4 černý král · d3 černý pěšec · e3 černý pěšec · f1 bílý věž | h5 bílý král · c4 černý král · d3 černý pěšec · e3 černý pěšec · f1 bílý věž | h5 bílý král · c4 černý král · d3 černý pěšec · e3 černý pěšec · f1 bílý věž | h5 bílý král · c4 černý král · d3 černý pěšec · e3 černý pěšec · f1 bílý věž | h5 bílý král · c4 černý král · d3 černý pěšec · e3 černý pěšec · f1 bílý věž | h5 bílý král · c4 černý král · d3 černý pěšec · e3 černý pěšec · f1 bílý věž | h5 bílý král · c4 černý král · d3 černý pěšec · e3 černý pěšec · f1 bílý věž | 2 |
| 1 | h5 bílý král · c4 černý král · d3 černý pěšec · e3 černý pěšec · f1 bílý věž | h5 bílý král · c4 černý král · d3 černý pěšec · e3 černý pěšec · f1 bílý věž | h5 bílý král · c4 černý král · d3 černý pěšec · e3 černý pěšec · f1 bílý věž | h5 bílý král · c4 černý král · d3 černý pěšec · e3 černý pěšec · f1 bílý věž | h5 bílý král · c4 černý král · d3 černý pěšec · e3 černý pěšec · f1 bílý věž | h5 bílý král · c4 černý král · d3 černý pěšec · e3 černý pěšec · f1 bílý věž | h5 bílý král · c4 černý král · d3 černý pěšec · e3 černý pěšec · f1 bílý věž | h5 bílý král · c4 černý král · d3 černý pěšec · e3 černý pěšec · f1 bílý věž | 1 |
|   | a                                                                            | b                                                                            | c                                                                            | d                                                                            | e                                                                            | f                                                                            | g                                                                            | h                                                                            |   |

Ladislav Prokeš svou myšlenku poprvé zveřejnil ve studii roku 1939. Úvodní pozice jeho studie je na diagramu vpravo.
1. Kg4 e2
2. Vc1+ Kd4
3. Kf3 d2
Pěšec napadá bílou věž a hrozí proměnou v dámu, které na první pohled nelze zabránit.
4. Vc4+!
Prokešův manévr. Tím, že uvolnil pole c1, znemožnil soupeři, aby svého pěšce proměnil mimo dosah bílého krále.
4. ... Kd3
5. Vd4+! Kxd4
6. Kxe2 Kc3
7. Kd1 Kd3 pat.
|   | a | b | c | d | e | f | g | h |   |
| 8 | g8 černý věž · a7 černý pěšec · d7 bílý pěšec · g7 černý pěšec · h7 bílý jezdec · c6 černý král · e6 bílý pěšec · f5 bílý pěšec · f1 bílý král | g8 černý věž · a7 černý pěšec · d7 bílý pěšec · g7 černý pěšec · h7 bílý jezdec · c6 černý král · e6 bílý pěšec · f5 bílý pěšec · f1 bílý král | g8 černý věž · a7 černý pěšec · d7 bílý pěšec · g7 černý pěšec · h7 bílý jezdec · c6 černý král · e6 bílý pěšec · f5 bílý pěšec · f1 bílý král | g8 černý věž · a7 černý pěšec · d7 bílý pěšec · g7 černý pěšec · h7 bílý jezdec · c6 černý král · e6 bílý pěšec · f5 bílý pěšec · f1 bílý král | g8 černý věž · a7 černý pěšec · d7 bílý pěšec · g7 černý pěšec · h7 bílý jezdec · c6 černý král · e6 bílý pěšec · f5 bílý pěšec · f1 bílý král | g8 černý věž · a7 černý pěšec · d7 bílý pěšec · g7 černý pěšec · h7 bílý jezdec · c6 černý král · e6 bílý pěšec · f5 bílý pěšec · f1 bílý král | g8 černý věž · a7 černý pěšec · d7 bílý pěšec · g7 černý pěšec · h7 bílý jezdec · c6 černý král · e6 bílý pěšec · f5 bílý pěšec · f1 bílý král | g8 černý věž · a7 černý pěšec · d7 bílý pěšec · g7 černý pěšec · h7 bílý jezdec · c6 černý král · e6 bílý pěšec · f5 bílý pěšec · f1 bílý král | 8 |
| 7 | g8 černý věž · a7 černý pěšec · d7 bílý pěšec · g7 černý pěšec · h7 bílý jezdec · c6 černý král · e6 bílý pěšec · f5 bílý pěšec · f1 bílý král | g8 černý věž · a7 černý pěšec · d7 bílý pěšec · g7 černý pěšec · h7 bílý jezdec · c6 černý král · e6 bílý pěšec · f5 bílý pěšec · f1 bílý král | g8 černý věž · a7 černý pěšec · d7 bílý pěšec · g7 černý pěšec · h7 bílý jezdec · c6 černý král · e6 bílý pěšec · f5 bílý pěšec · f1 bílý král | g8 černý věž · a7 černý pěšec · d7 bílý pěšec · g7 černý pěšec · h7 bílý jezdec · c6 černý král · e6 bílý pěšec · f5 bílý pěšec · f1 bílý král | g8 černý věž · a7 černý pěšec · d7 bílý pěšec · g7 černý pěšec · h7 bílý jezdec · c6 černý král · e6 bílý pěšec · f5 bílý pěšec · f1 bílý král | g8 černý věž · a7 černý pěšec · d7 bílý pěšec · g7 černý pěšec · h7 bílý jezdec · c6 černý král · e6 bílý pěšec · f5 bílý pěšec · f1 bílý král | g8 černý věž · a7 černý pěšec · d7 bílý pěšec · g7 černý pěšec · h7 bílý jezdec · c6 černý král · e6 bílý pěšec · f5 bílý pěšec · f1 bílý král | g8 černý věž · a7 černý pěšec · d7 bílý pěšec · g7 černý pěšec · h7 bílý jezdec · c6 černý král · e6 bílý pěšec · f5 bílý pěšec · f1 bílý král | 7 |
| 6 | g8 černý věž · a7 černý pěšec · d7 bílý pěšec · g7 černý pěšec · h7 bílý jezdec · c6 černý král · e6 bílý pěšec · f5 bílý pěšec · f1 bílý král | g8 černý věž · a7 černý pěšec · d7 bílý pěšec · g7 černý pěšec · h7 bílý jezdec · c6 černý král · e6 bílý pěšec · f5 bílý pěšec · f1 bílý král | g8 černý věž · a7 černý pěšec · d7 bílý pěšec · g7 černý pěšec · h7 bílý jezdec · c6 černý král · e6 bílý pěšec · f5 bílý pěšec · f1 bílý král | g8 černý věž · a7 černý pěšec · d7 bílý pěšec · g7 černý pěšec · h7 bílý jezdec · c6 černý král · e6 bílý pěšec · f5 bílý pěšec · f1 bílý král | g8 černý věž · a7 černý pěšec · d7 bílý pěšec · g7 černý pěšec · h7 bílý jezdec · c6 černý král · e6 bílý pěšec · f5 bílý pěšec · f1 bílý král | g8 černý věž · a7 černý pěšec · d7 bílý pěšec · g7 černý pěšec · h7 bílý jezdec · c6 černý král · e6 bílý pěšec · f5 bílý pěšec · f1 bílý král | g8 černý věž · a7 černý pěšec · d7 bílý pěšec · g7 černý pěšec · h7 bílý jezdec · c6 černý král · e6 bílý pěšec · f5 bílý pěšec · f1 bílý král | g8 černý věž · a7 černý pěšec · d7 bílý pěšec · g7 černý pěšec · h7 bílý jezdec · c6 černý král · e6 bílý pěšec · f5 bílý pěšec · f1 bílý král | 6 |
| 5 | g8 černý věž · a7 černý pěšec · d7 bílý pěšec · g7 černý pěšec · h7 bílý jezdec · c6 černý král · e6 bílý pěšec · f5 bílý pěšec · f1 bílý král | g8 černý věž · a7 černý pěšec · d7 bílý pěšec · g7 černý pěšec · h7 bílý jezdec · c6 černý král · e6 bílý pěšec · f5 bílý pěšec · f1 bílý král | g8 černý věž · a7 černý pěšec · d7 bílý pěšec · g7 černý pěšec · h7 bílý jezdec · c6 černý král · e6 bílý pěšec · f5 bílý pěšec · f1 bílý král | g8 černý věž · a7 černý pěšec · d7 bílý pěšec · g7 černý pěšec · h7 bílý jezdec · c6 černý král · e6 bílý pěšec · f5 bílý pěšec · f1 bílý král | g8 černý věž · a7 černý pěšec · d7 bílý pěšec · g7 černý pěšec · h7 bílý jezdec · c6 černý král · e6 bílý pěšec · f5 bílý pěšec · f1 bílý král | g8 černý věž · a7 černý pěšec · d7 bílý pěšec · g7 černý pěšec · h7 bílý jezdec · c6 černý král · e6 bílý pěšec · f5 bílý pěšec · f1 bílý král | g8 černý věž · a7 černý pěšec · d7 bílý pěšec · g7 černý pěšec · h7 bílý jezdec · c6 černý král · e6 bílý pěšec · f5 bílý pěšec · f1 bílý král | g8 černý věž · a7 černý pěšec · d7 bílý pěšec · g7 černý pěšec · h7 bílý jezdec · c6 černý král · e6 bílý pěšec · f5 bílý pěšec · f1 bílý král | 5 |
| 4 | g8 černý věž · a7 černý pěšec · d7 bílý pěšec · g7 černý pěšec · h7 bílý jezdec · c6 černý král · e6 bílý pěšec · f5 bílý pěšec · f1 bílý král | g8 černý věž · a7 černý pěšec · d7 bílý pěšec · g7 černý pěšec · h7 bílý jezdec · c6 černý král · e6 bílý pěšec · f5 bílý pěšec · f1 bílý král | g8 černý věž · a7 černý pěšec · d7 bílý pěšec · g7 černý pěšec · h7 bílý jezdec · c6 černý král · e6 bílý pěšec · f5 bílý pěšec · f1 bílý král | g8 černý věž · a7 černý pěšec · d7 bílý pěšec · g7 černý pěšec · h7 bílý jezdec · c6 černý král · e6 bílý pěšec · f5 bílý pěšec · f1 bílý král | g8 černý věž · a7 černý pěšec · d7 bílý pěšec · g7 černý pěšec · h7 bílý jezdec · c6 černý král · e6 bílý pěšec · f5 bílý pěšec · f1 bílý král | g8 černý věž · a7 černý pěšec · d7 bílý pěšec · g7 černý pěšec · h7 bílý jezdec · c6 černý král · e6 bílý pěšec · f5 bílý pěšec · f1 bílý král | g8 černý věž · a7 černý pěšec · d7 bílý pěšec · g7 černý pěšec · h7 bílý jezdec · c6 černý král · e6 bílý pěšec · f5 bílý pěšec · f1 bílý král | g8 černý věž · a7 černý pěšec · d7 bílý pěšec · g7 černý pěšec · h7 bílý jezdec · c6 černý král · e6 bílý pěšec · f5 bílý pěšec · f1 bílý král | 4 |
| 3 | g8 černý věž · a7 černý pěšec · d7 bílý pěšec · g7 černý pěšec · h7 bílý jezdec · c6 černý král · e6 bílý pěšec · f5 bílý pěšec · f1 bílý král | g8 černý věž · a7 černý pěšec · d7 bílý pěšec · g7 černý pěšec · h7 bílý jezdec · c6 černý král · e6 bílý pěšec · f5 bílý pěšec · f1 bílý král | g8 černý věž · a7 černý pěšec · d7 bílý pěšec · g7 černý pěšec · h7 bílý jezdec · c6 černý král · e6 bílý pěšec · f5 bílý pěšec · f1 bílý král | g8 černý věž · a7 černý pěšec · d7 bílý pěšec · g7 černý pěšec · h7 bílý jezdec · c6 černý král · e6 bílý pěšec · f5 bílý pěšec · f1 bílý král | g8 černý věž · a7 černý pěšec · d7 bílý pěšec · g7 černý pěšec · h7 bílý jezdec · c6 černý král · e6 bílý pěšec · f5 bílý pěšec · f1 bílý král | g8 černý věž · a7 černý pěšec · d7 bílý pěšec · g7 černý pěšec · h7 bílý jezdec · c6 černý král · e6 bílý pěšec · f5 bílý pěšec · f1 bílý král | g8 černý věž · a7 černý pěšec · d7 bílý pěšec · g7 černý pěšec · h7 bílý jezdec · c6 černý král · e6 bílý pěšec · f5 bílý pěšec · f1 bílý král | g8 černý věž · a7 černý pěšec · d7 bílý pěšec · g7 černý pěšec · h7 bílý jezdec · c6 černý král · e6 bílý pěšec · f5 bílý pěšec · f1 bílý král | 3 |
| 2 | g8 černý věž · a7 černý pěšec · d7 bílý pěšec · g7 černý pěšec · h7 bílý jezdec · c6 černý král · e6 bílý pěšec · f5 bílý pěšec · f1 bílý král | g8 černý věž · a7 černý pěšec · d7 bílý pěšec · g7 černý pěšec · h7 bílý jezdec · c6 černý král · e6 bílý pěšec · f5 bílý pěšec · f1 bílý král | g8 černý věž · a7 černý pěšec · d7 bílý pěšec · g7 černý pěšec · h7 bílý jezdec · c6 černý král · e6 bílý pěšec · f5 bílý pěšec · f1 bílý král | g8 černý věž · a7 černý pěšec · d7 bílý pěšec · g7 černý pěšec · h7 bílý jezdec · c6 černý král · e6 bílý pěšec · f5 bílý pěšec · f1 bílý král | g8 černý věž · a7 černý pěšec · d7 bílý pěšec · g7 černý pěšec · h7 bílý jezdec · c6 černý král · e6 bílý pěšec · f5 bílý pěšec · f1 bílý král | g8 černý věž · a7 černý pěšec · d7 bílý pěšec · g7 černý pěšec · h7 bílý jezdec · c6 černý král · e6 bílý pěšec · f5 bílý pěšec · f1 bílý král | g8 černý věž · a7 černý pěšec · d7 bílý pěšec · g7 černý pěšec · h7 bílý jezdec · c6 černý král · e6 bílý pěšec · f5 bílý pěšec · f1 bílý král | g8 černý věž · a7 černý pěšec · d7 bílý pěšec · g7 černý pěšec · h7 bílý jezdec · c6 černý král · e6 bílý pěšec · f5 bílý pěšec · f1 bílý král | 2 |
| 1 | g8 černý věž · a7 černý pěšec · d7 bílý pěšec · g7 černý pěšec · h7 bílý jezdec · c6 černý král · e6 bílý pěšec · f5 bílý pěšec · f1 bílý král | g8 černý věž · a7 černý pěšec · d7 bílý pěšec · g7 černý pěšec · h7 bílý jezdec · c6 černý král · e6 bílý pěšec · f5 bílý pěšec · f1 bílý král | g8 černý věž · a7 černý pěšec · d7 bílý pěšec · g7 černý pěšec · h7 bílý jezdec · c6 černý král · e6 bílý pěšec · f5 bílý pěšec · f1 bílý král | g8 černý věž · a7 černý pěšec · d7 bílý pěšec · g7 černý pěšec · h7 bílý jezdec · c6 černý král · e6 bílý pěšec · f5 bílý pěšec · f1 bílý král | g8 černý věž · a7 černý pěšec · d7 bílý pěšec · g7 černý pěšec · h7 bílý jezdec · c6 černý král · e6 bílý pěšec · f5 bílý pěšec · f1 bílý král | g8 černý věž · a7 černý pěšec · d7 bílý pěšec · g7 černý pěšec · h7 bílý jezdec · c6 černý král · e6 bílý pěšec · f5 bílý pěšec · f1 bílý král | g8 černý věž · a7 černý pěšec · d7 bílý pěšec · g7 černý pěšec · h7 bílý jezdec · c6 černý král · e6 bílý pěšec · f5 bílý pěšec · f1 bílý král | g8 černý věž · a7 černý pěšec · d7 bílý pěšec · g7 černý pěšec · h7 bílý jezdec · c6 černý král · e6 bílý pěšec · f5 bílý pěšec · f1 bílý král | 1 |
|   | a | b | c | d | e | f | g | h |   |

Již před výše uvedenou studií, v níž byl tento manévr poprvé představen, však Ladislav Prokeš roku 1936 sestavil studii, kde přišel s něčím, co nizozemský šachový publicista Tim Krabbé nazývá „anti-Prokešův manévr“. Tentokrát bílý černého dostane do situace, kdy nemá možnost ohrožené pole opustit, aniž by ztratil cenný tah. Viz druhý diagram vpravo.
1. f6! gxf6
2. Jf8! Vxf8
3. e7
Kvůli svému pěšci na f6 nemůže v tomto případě černá věž opustit pole f8 a současně šachovat, takže proměně bílého pěšce v dámu nelze zabránit.

## Další rozvíjení Prokešovy myšlenky vkompozičním šachu
Prokešovu myšlenku rozvíjela celá řada dalších šachových problemistů. Několik studií na tohle téma zveřejnil také gruzínský šachový skladatel David Gurgenidze. Na diagramu vpravo je jeho studie z roku 1974, zveřejněná v časopise Šachmaty v SSSR. Černému tentokrát Prokešův manévr nepomůže, neboť i bílý najde způsob, jak uvolnit pole, které by soupeř mohl ohrozit, a zabránit mu tak v proměně. K řešení vede úvodní tah 1. hxg7.
|   | a | b | c | d | e | f | g | h |   |
| 8 | b8 bílý jezdec · g8 černý střelec · h8 černý věž · d7 černý pěšec · e7 černý král · f7 bílý pěšec · g7 černý pěšec · g6 bílý pěšec · h6 bílý pěšec · a4 černý pěšec · b4 černý pěšec · f4 bílý pěšec · a2 bílý pěšec · f2 černý věž · h2 bílý pěšec · g1 bílý král | b8 bílý jezdec · g8 černý střelec · h8 černý věž · d7 černý pěšec · e7 černý král · f7 bílý pěšec · g7 černý pěšec · g6 bílý pěšec · h6 bílý pěšec · a4 černý pěšec · b4 černý pěšec · f4 bílý pěšec · a2 bílý pěšec · f2 černý věž · h2 bílý pěšec · g1 bílý král | b8 bílý jezdec · g8 černý střelec · h8 černý věž · d7 černý pěšec · e7 černý král · f7 bílý pěšec · g7 černý pěšec · g6 bílý pěšec · h6 bílý pěšec · a4 černý pěšec · b4 černý pěšec · f4 bílý pěšec · a2 bílý pěšec · f2 černý věž · h2 bílý pěšec · g1 bílý král | b8 bílý jezdec · g8 černý střelec · h8 černý věž · d7 černý pěšec · e7 černý král · f7 bílý pěšec · g7 černý pěšec · g6 bílý pěšec · h6 bílý pěšec · a4 černý pěšec · b4 černý pěšec · f4 bílý pěšec · a2 bílý pěšec · f2 černý věž · h2 bílý pěšec · g1 bílý král | b8 bílý jezdec · g8 černý střelec · h8 černý věž · d7 černý pěšec · e7 černý král · f7 bílý pěšec · g7 černý pěšec · g6 bílý pěšec · h6 bílý pěšec · a4 černý pěšec · b4 černý pěšec · f4 bílý pěšec · a2 bílý pěšec · f2 černý věž · h2 bílý pěšec · g1 bílý král | b8 bílý jezdec · g8 černý střelec · h8 černý věž · d7 černý pěšec · e7 černý král · f7 bílý pěšec · g7 černý pěšec · g6 bílý pěšec · h6 bílý pěšec · a4 černý pěšec · b4 černý pěšec · f4 bílý pěšec · a2 bílý pěšec · f2 černý věž · h2 bílý pěšec · g1 bílý král | b8 bílý jezdec · g8 černý střelec · h8 černý věž · d7 černý pěšec · e7 černý král · f7 bílý pěšec · g7 černý pěšec · g6 bílý pěšec · h6 bílý pěšec · a4 černý pěšec · b4 černý pěšec · f4 bílý pěšec · a2 bílý pěšec · f2 černý věž · h2 bílý pěšec · g1 bílý král | b8 bílý jezdec · g8 černý střelec · h8 černý věž · d7 černý pěšec · e7 černý král · f7 bílý pěšec · g7 černý pěšec · g6 bílý pěšec · h6 bílý pěšec · a4 černý pěšec · b4 černý pěšec · f4 bílý pěšec · a2 bílý pěšec · f2 černý věž · h2 bílý pěšec · g1 bílý král | 8 |
| 7 | b8 bílý jezdec · g8 černý střelec · h8 černý věž · d7 černý pěšec · e7 černý král · f7 bílý pěšec · g7 černý pěšec · g6 bílý pěšec · h6 bílý pěšec · a4 černý pěšec · b4 černý pěšec · f4 bílý pěšec · a2 bílý pěšec · f2 černý věž · h2 bílý pěšec · g1 bílý král | b8 bílý jezdec · g8 černý střelec · h8 černý věž · d7 černý pěšec · e7 černý král · f7 bílý pěšec · g7 černý pěšec · g6 bílý pěšec · h6 bílý pěšec · a4 černý pěšec · b4 černý pěšec · f4 bílý pěšec · a2 bílý pěšec · f2 černý věž · h2 bílý pěšec · g1 bílý král | b8 bílý jezdec · g8 černý střelec · h8 černý věž · d7 černý pěšec · e7 černý král · f7 bílý pěšec · g7 černý pěšec · g6 bílý pěšec · h6 bílý pěšec · a4 černý pěšec · b4 černý pěšec · f4 bílý pěšec · a2 bílý pěšec · f2 černý věž · h2 bílý pěšec · g1 bílý král | b8 bílý jezdec · g8 černý střelec · h8 černý věž · d7 černý pěšec · e7 černý král · f7 bílý pěšec · g7 černý pěšec · g6 bílý pěšec · h6 bílý pěšec · a4 černý pěšec · b4 černý pěšec · f4 bílý pěšec · a2 bílý pěšec · f2 černý věž · h2 bílý pěšec · g1 bílý král | b8 bílý jezdec · g8 černý střelec · h8 černý věž · d7 černý pěšec · e7 černý král · f7 bílý pěšec · g7 černý pěšec · g6 bílý pěšec · h6 bílý pěšec · a4 černý pěšec · b4 černý pěšec · f4 bílý pěšec · a2 bílý pěšec · f2 černý věž · h2 bílý pěšec · g1 bílý král | b8 bílý jezdec · g8 černý střelec · h8 černý věž · d7 černý pěšec · e7 černý král · f7 bílý pěšec · g7 černý pěšec · g6 bílý pěšec · h6 bílý pěšec · a4 černý pěšec · b4 černý pěšec · f4 bílý pěšec · a2 bílý pěšec · f2 černý věž · h2 bílý pěšec · g1 bílý král | b8 bílý jezdec · g8 černý střelec · h8 černý věž · d7 černý pěšec · e7 černý král · f7 bílý pěšec · g7 černý pěšec · g6 bílý pěšec · h6 bílý pěšec · a4 černý pěšec · b4 černý pěšec · f4 bílý pěšec · a2 bílý pěšec · f2 černý věž · h2 bílý pěšec · g1 bílý král | b8 bílý jezdec · g8 černý střelec · h8 černý věž · d7 černý pěšec · e7 černý král · f7 bílý pěšec · g7 černý pěšec · g6 bílý pěšec · h6 bílý pěšec · a4 černý pěšec · b4 černý pěšec · f4 bílý pěšec · a2 bílý pěšec · f2 černý věž · h2 bílý pěšec · g1 bílý král | 7 |
| 6 | b8 bílý jezdec · g8 černý střelec · h8 černý věž · d7 černý pěšec · e7 černý král · f7 bílý pěšec · g7 černý pěšec · g6 bílý pěšec · h6 bílý pěšec · a4 černý pěšec · b4 černý pěšec · f4 bílý pěšec · a2 bílý pěšec · f2 černý věž · h2 bílý pěšec · g1 bílý král | b8 bílý jezdec · g8 černý střelec · h8 černý věž · d7 černý pěšec · e7 černý král · f7 bílý pěšec · g7 černý pěšec · g6 bílý pěšec · h6 bílý pěšec · a4 černý pěšec · b4 černý pěšec · f4 bílý pěšec · a2 bílý pěšec · f2 černý věž · h2 bílý pěšec · g1 bílý král | b8 bílý jezdec · g8 černý střelec · h8 černý věž · d7 černý pěšec · e7 černý král · f7 bílý pěšec · g7 černý pěšec · g6 bílý pěšec · h6 bílý pěšec · a4 černý pěšec · b4 černý pěšec · f4 bílý pěšec · a2 bílý pěšec · f2 černý věž · h2 bílý pěšec · g1 bílý král | b8 bílý jezdec · g8 černý střelec · h8 černý věž · d7 černý pěšec · e7 černý král · f7 bílý pěšec · g7 černý pěšec · g6 bílý pěšec · h6 bílý pěšec · a4 černý pěšec · b4 černý pěšec · f4 bílý pěšec · a2 bílý pěšec · f2 černý věž · h2 bílý pěšec · g1 bílý král | b8 bílý jezdec · g8 černý střelec · h8 černý věž · d7 černý pěšec · e7 černý král · f7 bílý pěšec · g7 černý pěšec · g6 bílý pěšec · h6 bílý pěšec · a4 černý pěšec · b4 černý pěšec · f4 bílý pěšec · a2 bílý pěšec · f2 černý věž · h2 bílý pěšec · g1 bílý král | b8 bílý jezdec · g8 černý střelec · h8 černý věž · d7 černý pěšec · e7 černý král · f7 bílý pěšec · g7 černý pěšec · g6 bílý pěšec · h6 bílý pěšec · a4 černý pěšec · b4 černý pěšec · f4 bílý pěšec · a2 bílý pěšec · f2 černý věž · h2 bílý pěšec · g1 bílý král | b8 bílý jezdec · g8 černý střelec · h8 černý věž · d7 černý pěšec · e7 černý král · f7 bílý pěšec · g7 černý pěšec · g6 bílý pěšec · h6 bílý pěšec · a4 černý pěšec · b4 černý pěšec · f4 bílý pěšec · a2 bílý pěšec · f2 černý věž · h2 bílý pěšec · g1 bílý král | b8 bílý jezdec · g8 černý střelec · h8 černý věž · d7 černý pěšec · e7 černý král · f7 bílý pěšec · g7 černý pěšec · g6 bílý pěšec · h6 bílý pěšec · a4 černý pěšec · b4 černý pěšec · f4 bílý pěšec · a2 bílý pěšec · f2 černý věž · h2 bílý pěšec · g1 bílý král | 6 |
| 5 | b8 bílý jezdec · g8 černý střelec · h8 černý věž · d7 černý pěšec · e7 černý král · f7 bílý pěšec · g7 černý pěšec · g6 bílý pěšec · h6 bílý pěšec · a4 černý pěšec · b4 černý pěšec · f4 bílý pěšec · a2 bílý pěšec · f2 černý věž · h2 bílý pěšec · g1 bílý král | b8 bílý jezdec · g8 černý střelec · h8 černý věž · d7 černý pěšec · e7 černý král · f7 bílý pěšec · g7 černý pěšec · g6 bílý pěšec · h6 bílý pěšec · a4 černý pěšec · b4 černý pěšec · f4 bílý pěšec · a2 bílý pěšec · f2 černý věž · h2 bílý pěšec · g1 bílý král | b8 bílý jezdec · g8 černý střelec · h8 černý věž · d7 černý pěšec · e7 černý král · f7 bílý pěšec · g7 černý pěšec · g6 bílý pěšec · h6 bílý pěšec · a4 černý pěšec · b4 černý pěšec · f4 bílý pěšec · a2 bílý pěšec · f2 černý věž · h2 bílý pěšec · g1 bílý král | b8 bílý jezdec · g8 černý střelec · h8 černý věž · d7 černý pěšec · e7 černý král · f7 bílý pěšec · g7 černý pěšec · g6 bílý pěšec · h6 bílý pěšec · a4 černý pěšec · b4 černý pěšec · f4 bílý pěšec · a2 bílý pěšec · f2 černý věž · h2 bílý pěšec · g1 bílý král | b8 bílý jezdec · g8 černý střelec · h8 černý věž · d7 černý pěšec · e7 černý král · f7 bílý pěšec · g7 černý pěšec · g6 bílý pěšec · h6 bílý pěšec · a4 černý pěšec · b4 černý pěšec · f4 bílý pěšec · a2 bílý pěšec · f2 černý věž · h2 bílý pěšec · g1 bílý král | b8 bílý jezdec · g8 černý střelec · h8 černý věž · d7 černý pěšec · e7 černý král · f7 bílý pěšec · g7 černý pěšec · g6 bílý pěšec · h6 bílý pěšec · a4 černý pěšec · b4 černý pěšec · f4 bílý pěšec · a2 bílý pěšec · f2 černý věž · h2 bílý pěšec · g1 bílý král | b8 bílý jezdec · g8 černý střelec · h8 černý věž · d7 černý pěšec · e7 černý král · f7 bílý pěšec · g7 černý pěšec · g6 bílý pěšec · h6 bílý pěšec · a4 černý pěšec · b4 černý pěšec · f4 bílý pěšec · a2 bílý pěšec · f2 černý věž · h2 bílý pěšec · g1 bílý král | b8 bílý jezdec · g8 černý střelec · h8 černý věž · d7 černý pěšec · e7 černý král · f7 bílý pěšec · g7 černý pěšec · g6 bílý pěšec · h6 bílý pěšec · a4 černý pěšec · b4 černý pěšec · f4 bílý pěšec · a2 bílý pěšec · f2 černý věž · h2 bílý pěšec · g1 bílý král | 5 |
| 4 | b8 bílý jezdec · g8 černý střelec · h8 černý věž · d7 černý pěšec · e7 černý král · f7 bílý pěšec · g7 černý pěšec · g6 bílý pěšec · h6 bílý pěšec · a4 černý pěšec · b4 černý pěšec · f4 bílý pěšec · a2 bílý pěšec · f2 černý věž · h2 bílý pěšec · g1 bílý král | b8 bílý jezdec · g8 černý střelec · h8 černý věž · d7 černý pěšec · e7 černý král · f7 bílý pěšec · g7 černý pěšec · g6 bílý pěšec · h6 bílý pěšec · a4 černý pěšec · b4 černý pěšec · f4 bílý pěšec · a2 bílý pěšec · f2 černý věž · h2 bílý pěšec · g1 bílý král | b8 bílý jezdec · g8 černý střelec · h8 černý věž · d7 černý pěšec · e7 černý král · f7 bílý pěšec · g7 černý pěšec · g6 bílý pěšec · h6 bílý pěšec · a4 černý pěšec · b4 černý pěšec · f4 bílý pěšec · a2 bílý pěšec · f2 černý věž · h2 bílý pěšec · g1 bílý král | b8 bílý jezdec · g8 černý střelec · h8 černý věž · d7 černý pěšec · e7 černý král · f7 bílý pěšec · g7 černý pěšec · g6 bílý pěšec · h6 bílý pěšec · a4 černý pěšec · b4 černý pěšec · f4 bílý pěšec · a2 bílý pěšec · f2 černý věž · h2 bílý pěšec · g1 bílý král | b8 bílý jezdec · g8 černý střelec · h8 černý věž · d7 černý pěšec · e7 černý král · f7 bílý pěšec · g7 černý pěšec · g6 bílý pěšec · h6 bílý pěšec · a4 černý pěšec · b4 černý pěšec · f4 bílý pěšec · a2 bílý pěšec · f2 černý věž · h2 bílý pěšec · g1 bílý král | b8 bílý jezdec · g8 černý střelec · h8 černý věž · d7 černý pěšec · e7 černý král · f7 bílý pěšec · g7 černý pěšec · g6 bílý pěšec · h6 bílý pěšec · a4 černý pěšec · b4 černý pěšec · f4 bílý pěšec · a2 bílý pěšec · f2 černý věž · h2 bílý pěšec · g1 bílý král | b8 bílý jezdec · g8 černý střelec · h8 černý věž · d7 černý pěšec · e7 černý král · f7 bílý pěšec · g7 černý pěšec · g6 bílý pěšec · h6 bílý pěšec · a4 černý pěšec · b4 černý pěšec · f4 bílý pěšec · a2 bílý pěšec · f2 černý věž · h2 bílý pěšec · g1 bílý král | b8 bílý jezdec · g8 černý střelec · h8 černý věž · d7 černý pěšec · e7 černý král · f7 bílý pěšec · g7 černý pěšec · g6 bílý pěšec · h6 bílý pěšec · a4 černý pěšec · b4 černý pěšec · f4 bílý pěšec · a2 bílý pěšec · f2 černý věž · h2 bílý pěšec · g1 bílý král | 4 |
| 3 | b8 bílý jezdec · g8 černý střelec · h8 černý věž · d7 černý pěšec · e7 černý král · f7 bílý pěšec · g7 černý pěšec · g6 bílý pěšec · h6 bílý pěšec · a4 černý pěšec · b4 černý pěšec · f4 bílý pěšec · a2 bílý pěšec · f2 černý věž · h2 bílý pěšec · g1 bílý král | b8 bílý jezdec · g8 černý střelec · h8 černý věž · d7 černý pěšec · e7 černý král · f7 bílý pěšec · g7 černý pěšec · g6 bílý pěšec · h6 bílý pěšec · a4 černý pěšec · b4 černý pěšec · f4 bílý pěšec · a2 bílý pěšec · f2 černý věž · h2 bílý pěšec · g1 bílý král | b8 bílý jezdec · g8 černý střelec · h8 černý věž · d7 černý pěšec · e7 černý král · f7 bílý pěšec · g7 černý pěšec · g6 bílý pěšec · h6 bílý pěšec · a4 černý pěšec · b4 černý pěšec · f4 bílý pěšec · a2 bílý pěšec · f2 černý věž · h2 bílý pěšec · g1 bílý král | b8 bílý jezdec · g8 černý střelec · h8 černý věž · d7 černý pěšec · e7 černý král · f7 bílý pěšec · g7 černý pěšec · g6 bílý pěšec · h6 bílý pěšec · a4 černý pěšec · b4 černý pěšec · f4 bílý pěšec · a2 bílý pěšec · f2 černý věž · h2 bílý pěšec · g1 bílý král | b8 bílý jezdec · g8 černý střelec · h8 černý věž · d7 černý pěšec · e7 černý král · f7 bílý pěšec · g7 černý pěšec · g6 bílý pěšec · h6 bílý pěšec · a4 černý pěšec · b4 černý pěšec · f4 bílý pěšec · a2 bílý pěšec · f2 černý věž · h2 bílý pěšec · g1 bílý král | b8 bílý jezdec · g8 černý střelec · h8 černý věž · d7 černý pěšec · e7 černý král · f7 bílý pěšec · g7 černý pěšec · g6 bílý pěšec · h6 bílý pěšec · a4 černý pěšec · b4 černý pěšec · f4 bílý pěšec · a2 bílý pěšec · f2 černý věž · h2 bílý pěšec · g1 bílý král | b8 bílý jezdec · g8 černý střelec · h8 černý věž · d7 černý pěšec · e7 černý král · f7 bílý pěšec · g7 černý pěšec · g6 bílý pěšec · h6 bílý pěšec · a4 černý pěšec · b4 černý pěšec · f4 bílý pěšec · a2 bílý pěšec · f2 černý věž · h2 bílý pěšec · g1 bílý král | b8 bílý jezdec · g8 černý střelec · h8 černý věž · d7 černý pěšec · e7 černý král · f7 bílý pěšec · g7 černý pěšec · g6 bílý pěšec · h6 bílý pěšec · a4 černý pěšec · b4 černý pěšec · f4 bílý pěšec · a2 bílý pěšec · f2 černý věž · h2 bílý pěšec · g1 bílý král | 3 |
| 2 | b8 bílý jezdec · g8 černý střelec · h8 černý věž · d7 černý pěšec · e7 černý král · f7 bílý pěšec · g7 černý pěšec · g6 bílý pěšec · h6 bílý pěšec · a4 černý pěšec · b4 černý pěšec · f4 bílý pěšec · a2 bílý pěšec · f2 černý věž · h2 bílý pěšec · g1 bílý král | b8 bílý jezdec · g8 černý střelec · h8 černý věž · d7 černý pěšec · e7 černý král · f7 bílý pěšec · g7 černý pěšec · g6 bílý pěšec · h6 bílý pěšec · a4 černý pěšec · b4 černý pěšec · f4 bílý pěšec · a2 bílý pěšec · f2 černý věž · h2 bílý pěšec · g1 bílý král | b8 bílý jezdec · g8 černý střelec · h8 černý věž · d7 černý pěšec · e7 černý král · f7 bílý pěšec · g7 černý pěšec · g6 bílý pěšec · h6 bílý pěšec · a4 černý pěšec · b4 černý pěšec · f4 bílý pěšec · a2 bílý pěšec · f2 černý věž · h2 bílý pěšec · g1 bílý král | b8 bílý jezdec · g8 černý střelec · h8 černý věž · d7 černý pěšec · e7 černý král · f7 bílý pěšec · g7 černý pěšec · g6 bílý pěšec · h6 bílý pěšec · a4 černý pěšec · b4 černý pěšec · f4 bílý pěšec · a2 bílý pěšec · f2 černý věž · h2 bílý pěšec · g1 bílý král | b8 bílý jezdec · g8 černý střelec · h8 černý věž · d7 černý pěšec · e7 černý král · f7 bílý pěšec · g7 černý pěšec · g6 bílý pěšec · h6 bílý pěšec · a4 černý pěšec · b4 černý pěšec · f4 bílý pěšec · a2 bílý pěšec · f2 černý věž · h2 bílý pěšec · g1 bílý král | b8 bílý jezdec · g8 černý střelec · h8 černý věž · d7 černý pěšec · e7 černý král · f7 bílý pěšec · g7 černý pěšec · g6 bílý pěšec · h6 bílý pěšec · a4 černý pěšec · b4 černý pěšec · f4 bílý pěšec · a2 bílý pěšec · f2 černý věž · h2 bílý pěšec · g1 bílý král | b8 bílý jezdec · g8 černý střelec · h8 černý věž · d7 černý pěšec · e7 černý král · f7 bílý pěšec · g7 černý pěšec · g6 bílý pěšec · h6 bílý pěšec · a4 černý pěšec · b4 černý pěšec · f4 bílý pěšec · a2 bílý pěšec · f2 černý věž · h2 bílý pěšec · g1 bílý král | b8 bílý jezdec · g8 černý střelec · h8 černý věž · d7 černý pěšec · e7 černý král · f7 bílý pěšec · g7 černý pěšec · g6 bílý pěšec · h6 bílý pěšec · a4 černý pěšec · b4 černý pěšec · f4 bílý pěšec · a2 bílý pěšec · f2 černý věž · h2 bílý pěšec · g1 bílý král | 2 |
| 1 | b8 bílý jezdec · g8 černý střelec · h8 černý věž · d7 černý pěšec · e7 černý král · f7 bílý pěšec · g7 černý pěšec · g6 bílý pěšec · h6 bílý pěšec · a4 černý pěšec · b4 černý pěšec · f4 bílý pěšec · a2 bílý pěšec · f2 černý věž · h2 bílý pěšec · g1 bílý král | b8 bílý jezdec · g8 černý střelec · h8 černý věž · d7 černý pěšec · e7 černý král · f7 bílý pěšec · g7 černý pěšec · g6 bílý pěšec · h6 bílý pěšec · a4 černý pěšec · b4 černý pěšec · f4 bílý pěšec · a2 bílý pěšec · f2 černý věž · h2 bílý pěšec · g1 bílý král | b8 bílý jezdec · g8 černý střelec · h8 černý věž · d7 černý pěšec · e7 černý král · f7 bílý pěšec · g7 černý pěšec · g6 bílý pěšec · h6 bílý pěšec · a4 černý pěšec · b4 černý pěšec · f4 bílý pěšec · a2 bílý pěšec · f2 černý věž · h2 bílý pěšec · g1 bílý král | b8 bílý jezdec · g8 černý střelec · h8 černý věž · d7 černý pěšec · e7 černý král · f7 bílý pěšec · g7 černý pěšec · g6 bílý pěšec · h6 bílý pěšec · a4 černý pěšec · b4 černý pěšec · f4 bílý pěšec · a2 bílý pěšec · f2 černý věž · h2 bílý pěšec · g1 bílý král | b8 bílý jezdec · g8 černý střelec · h8 černý věž · d7 černý pěšec · e7 černý král · f7 bílý pěšec · g7 černý pěšec · g6 bílý pěšec · h6 bílý pěšec · a4 černý pěšec · b4 černý pěšec · f4 bílý pěšec · a2 bílý pěšec · f2 černý věž · h2 bílý pěšec · g1 bílý král | b8 bílý jezdec · g8 černý střelec · h8 černý věž · d7 černý pěšec · e7 černý král · f7 bílý pěšec · g7 černý pěšec · g6 bílý pěšec · h6 bílý pěšec · a4 černý pěšec · b4 černý pěšec · f4 bílý pěšec · a2 bílý pěšec · f2 černý věž · h2 bílý pěšec · g1 bílý král | b8 bílý jezdec · g8 černý střelec · h8 černý věž · d7 černý pěšec · e7 černý král · f7 bílý pěšec · g7 černý pěšec · g6 bílý pěšec · h6 bílý pěšec · a4 černý pěšec · b4 černý pěšec · f4 bílý pěšec · a2 bílý pěšec · f2 černý věž · h2 bílý pěšec · g1 bílý král | b8 bílý jezdec · g8 černý střelec · h8 černý věž · d7 černý pěšec · e7 černý král · f7 bílý pěšec · g7 černý pěšec · g6 bílý pěšec · h6 bílý pěšec · a4 černý pěšec · b4 černý pěšec · f4 bílý pěšec · a2 bílý pěšec · f2 černý věž · h2 bílý pěšec · g1 bílý král | 1 |
|   | a | b | c | d | e | f | g | h |   |

1. hxg7 Vg2+! Černý se pokouší připravit si pozici pro Prokešův manévr.
2. Kf1! Bílý však oběť věže odmítá přijmout, neboť by následovaly další oběti Vxh2 a Sxf7, po nichž by si černý s bílými pěšci snadno poradil a partii dovedl k výhře.
2. ... Vf2+
3. Ke1 Ve2+
4. Kd1 Vd2+
5. Kc1 Vc2+
6. Kb1 Vb2+
7. Ka1 Vxa2+
8. Kb1 Vb2+
9. Kc1 Vc2+
10. Kd1 Vd2+
11. Ke1 Ve2+
12. Kf1 Vf2+
13. Kg1 Vg2+ Hráči dosáhli prakticky identické pozice, v jaké se nacházeli na počátku na diagramu vpravo, ovšem tentokrát chybí pěšec na poli a2. A to je právě ten důvod, proč se již bílý může odvážit oběť věže přijmout.
14. Kxg2! Vxh2+ Černý konečně může ve snaze zabránit bílému v proměně uvolnit ohrožené pole h8.
15. Kxh2 Sxf7
16. gxf7 Kxf7
17. Jxd7 b3 Po 17. ... a3 by následoval tah 18. Jc5.
18. Je5+ Kxg7
19. Jc4 V tomto okamžiku je již patrné, jakou roli sehrála sekvence prvních 13 tahů. Černý postrádá bílého pěšce na a2, takže bílému jezdci nebude činit žádné potíže černého pěšce dobýt. Oběť bílého pěšce má tedy rovněž určité znaky Prokešova manévru.
19. ... b2
20. Ja3 Nyní již nemůže bílému nic zabránit, aby partii dovedl do vítězného konce.

### Zdvojený Prokešův manévr
|   | a | b | c | d | e | f | g | h |   |
| 8 | a7 černý pěšec · b7 černý věž · g7 bílý střelec · d6 černý pěšec · f6 bílý věž · a5 bílý pěšec · b5 černý pěšec · d5 bílý pěšec · g5 černý pěšec · a4 černý král · e4 černý pěšec · g4 bílý pěšec · d3 černý pěšec · a2 bílý pěšec · c2 černý věž · d2 bílý pěšec · e2 bílý pěšec · g2 bílý král · h2 bílý věž | a7 černý pěšec · b7 černý věž · g7 bílý střelec · d6 černý pěšec · f6 bílý věž · a5 bílý pěšec · b5 černý pěšec · d5 bílý pěšec · g5 černý pěšec · a4 černý král · e4 černý pěšec · g4 bílý pěšec · d3 černý pěšec · a2 bílý pěšec · c2 černý věž · d2 bílý pěšec · e2 bílý pěšec · g2 bílý král · h2 bílý věž | a7 černý pěšec · b7 černý věž · g7 bílý střelec · d6 černý pěšec · f6 bílý věž · a5 bílý pěšec · b5 černý pěšec · d5 bílý pěšec · g5 černý pěšec · a4 černý král · e4 černý pěšec · g4 bílý pěšec · d3 černý pěšec · a2 bílý pěšec · c2 černý věž · d2 bílý pěšec · e2 bílý pěšec · g2 bílý král · h2 bílý věž | a7 černý pěšec · b7 černý věž · g7 bílý střelec · d6 černý pěšec · f6 bílý věž · a5 bílý pěšec · b5 černý pěšec · d5 bílý pěšec · g5 černý pěšec · a4 černý král · e4 černý pěšec · g4 bílý pěšec · d3 černý pěšec · a2 bílý pěšec · c2 černý věž · d2 bílý pěšec · e2 bílý pěšec · g2 bílý král · h2 bílý věž | a7 černý pěšec · b7 černý věž · g7 bílý střelec · d6 černý pěšec · f6 bílý věž · a5 bílý pěšec · b5 černý pěšec · d5 bílý pěšec · g5 černý pěšec · a4 černý král · e4 černý pěšec · g4 bílý pěšec · d3 černý pěšec · a2 bílý pěšec · c2 černý věž · d2 bílý pěšec · e2 bílý pěšec · g2 bílý král · h2 bílý věž | a7 černý pěšec · b7 černý věž · g7 bílý střelec · d6 černý pěšec · f6 bílý věž · a5 bílý pěšec · b5 černý pěšec · d5 bílý pěšec · g5 černý pěšec · a4 černý král · e4 černý pěšec · g4 bílý pěšec · d3 černý pěšec · a2 bílý pěšec · c2 černý věž · d2 bílý pěšec · e2 bílý pěšec · g2 bílý král · h2 bílý věž | a7 černý pěšec · b7 černý věž · g7 bílý střelec · d6 černý pěšec · f6 bílý věž · a5 bílý pěšec · b5 černý pěšec · d5 bílý pěšec · g5 černý pěšec · a4 černý král · e4 černý pěšec · g4 bílý pěšec · d3 černý pěšec · a2 bílý pěšec · c2 černý věž · d2 bílý pěšec · e2 bílý pěšec · g2 bílý král · h2 bílý věž | a7 černý pěšec · b7 černý věž · g7 bílý střelec · d6 černý pěšec · f6 bílý věž · a5 bílý pěšec · b5 černý pěšec · d5 bílý pěšec · g5 černý pěšec · a4 černý král · e4 černý pěšec · g4 bílý pěšec · d3 černý pěšec · a2 bílý pěšec · c2 černý věž · d2 bílý pěšec · e2 bílý pěšec · g2 bílý král · h2 bílý věž | 8 |
| 7 | a7 černý pěšec · b7 černý věž · g7 bílý střelec · d6 černý pěšec · f6 bílý věž · a5 bílý pěšec · b5 černý pěšec · d5 bílý pěšec · g5 černý pěšec · a4 černý král · e4 černý pěšec · g4 bílý pěšec · d3 černý pěšec · a2 bílý pěšec · c2 černý věž · d2 bílý pěšec · e2 bílý pěšec · g2 bílý král · h2 bílý věž | a7 černý pěšec · b7 černý věž · g7 bílý střelec · d6 černý pěšec · f6 bílý věž · a5 bílý pěšec · b5 černý pěšec · d5 bílý pěšec · g5 černý pěšec · a4 černý král · e4 černý pěšec · g4 bílý pěšec · d3 černý pěšec · a2 bílý pěšec · c2 černý věž · d2 bílý pěšec · e2 bílý pěšec · g2 bílý král · h2 bílý věž | a7 černý pěšec · b7 černý věž · g7 bílý střelec · d6 černý pěšec · f6 bílý věž · a5 bílý pěšec · b5 černý pěšec · d5 bílý pěšec · g5 černý pěšec · a4 černý král · e4 černý pěšec · g4 bílý pěšec · d3 černý pěšec · a2 bílý pěšec · c2 černý věž · d2 bílý pěšec · e2 bílý pěšec · g2 bílý král · h2 bílý věž | a7 černý pěšec · b7 černý věž · g7 bílý střelec · d6 černý pěšec · f6 bílý věž · a5 bílý pěšec · b5 černý pěšec · d5 bílý pěšec · g5 černý pěšec · a4 černý král · e4 černý pěšec · g4 bílý pěšec · d3 černý pěšec · a2 bílý pěšec · c2 černý věž · d2 bílý pěšec · e2 bílý pěšec · g2 bílý král · h2 bílý věž | a7 černý pěšec · b7 černý věž · g7 bílý střelec · d6 černý pěšec · f6 bílý věž · a5 bílý pěšec · b5 černý pěšec · d5 bílý pěšec · g5 černý pěšec · a4 černý král · e4 černý pěšec · g4 bílý pěšec · d3 černý pěšec · a2 bílý pěšec · c2 černý věž · d2 bílý pěšec · e2 bílý pěšec · g2 bílý král · h2 bílý věž | a7 černý pěšec · b7 černý věž · g7 bílý střelec · d6 černý pěšec · f6 bílý věž · a5 bílý pěšec · b5 černý pěšec · d5 bílý pěšec · g5 černý pěšec · a4 černý král · e4 černý pěšec · g4 bílý pěšec · d3 černý pěšec · a2 bílý pěšec · c2 černý věž · d2 bílý pěšec · e2 bílý pěšec · g2 bílý král · h2 bílý věž | a7 černý pěšec · b7 černý věž · g7 bílý střelec · d6 černý pěšec · f6 bílý věž · a5 bílý pěšec · b5 černý pěšec · d5 bílý pěšec · g5 černý pěšec · a4 černý král · e4 černý pěšec · g4 bílý pěšec · d3 černý pěšec · a2 bílý pěšec · c2 černý věž · d2 bílý pěšec · e2 bílý pěšec · g2 bílý král · h2 bílý věž | a7 černý pěšec · b7 černý věž · g7 bílý střelec · d6 černý pěšec · f6 bílý věž · a5 bílý pěšec · b5 černý pěšec · d5 bílý pěšec · g5 černý pěšec · a4 černý král · e4 černý pěšec · g4 bílý pěšec · d3 černý pěšec · a2 bílý pěšec · c2 černý věž · d2 bílý pěšec · e2 bílý pěšec · g2 bílý král · h2 bílý věž | 7 |
| 6 | a7 černý pěšec · b7 černý věž · g7 bílý střelec · d6 černý pěšec · f6 bílý věž · a5 bílý pěšec · b5 černý pěšec · d5 bílý pěšec · g5 černý pěšec · a4 černý král · e4 černý pěšec · g4 bílý pěšec · d3 černý pěšec · a2 bílý pěšec · c2 černý věž · d2 bílý pěšec · e2 bílý pěšec · g2 bílý král · h2 bílý věž | a7 černý pěšec · b7 černý věž · g7 bílý střelec · d6 černý pěšec · f6 bílý věž · a5 bílý pěšec · b5 černý pěšec · d5 bílý pěšec · g5 černý pěšec · a4 černý král · e4 černý pěšec · g4 bílý pěšec · d3 černý pěšec · a2 bílý pěšec · c2 černý věž · d2 bílý pěšec · e2 bílý pěšec · g2 bílý král · h2 bílý věž | a7 černý pěšec · b7 černý věž · g7 bílý střelec · d6 černý pěšec · f6 bílý věž · a5 bílý pěšec · b5 černý pěšec · d5 bílý pěšec · g5 černý pěšec · a4 černý král · e4 černý pěšec · g4 bílý pěšec · d3 černý pěšec · a2 bílý pěšec · c2 černý věž · d2 bílý pěšec · e2 bílý pěšec · g2 bílý král · h2 bílý věž | a7 černý pěšec · b7 černý věž · g7 bílý střelec · d6 černý pěšec · f6 bílý věž · a5 bílý pěšec · b5 černý pěšec · d5 bílý pěšec · g5 černý pěšec · a4 černý král · e4 černý pěšec · g4 bílý pěšec · d3 černý pěšec · a2 bílý pěšec · c2 černý věž · d2 bílý pěšec · e2 bílý pěšec · g2 bílý král · h2 bílý věž | a7 černý pěšec · b7 černý věž · g7 bílý střelec · d6 černý pěšec · f6 bílý věž · a5 bílý pěšec · b5 černý pěšec · d5 bílý pěšec · g5 černý pěšec · a4 černý král · e4 černý pěšec · g4 bílý pěšec · d3 černý pěšec · a2 bílý pěšec · c2 černý věž · d2 bílý pěšec · e2 bílý pěšec · g2 bílý král · h2 bílý věž | a7 černý pěšec · b7 černý věž · g7 bílý střelec · d6 černý pěšec · f6 bílý věž · a5 bílý pěšec · b5 černý pěšec · d5 bílý pěšec · g5 černý pěšec · a4 černý král · e4 černý pěšec · g4 bílý pěšec · d3 černý pěšec · a2 bílý pěšec · c2 černý věž · d2 bílý pěšec · e2 bílý pěšec · g2 bílý král · h2 bílý věž | a7 černý pěšec · b7 černý věž · g7 bílý střelec · d6 černý pěšec · f6 bílý věž · a5 bílý pěšec · b5 černý pěšec · d5 bílý pěšec · g5 černý pěšec · a4 černý král · e4 černý pěšec · g4 bílý pěšec · d3 černý pěšec · a2 bílý pěšec · c2 černý věž · d2 bílý pěšec · e2 bílý pěšec · g2 bílý král · h2 bílý věž | a7 černý pěšec · b7 černý věž · g7 bílý střelec · d6 černý pěšec · f6 bílý věž · a5 bílý pěšec · b5 černý pěšec · d5 bílý pěšec · g5 černý pěšec · a4 černý král · e4 černý pěšec · g4 bílý pěšec · d3 černý pěšec · a2 bílý pěšec · c2 černý věž · d2 bílý pěšec · e2 bílý pěšec · g2 bílý král · h2 bílý věž | 6 |
| 5 | a7 černý pěšec · b7 černý věž · g7 bílý střelec · d6 černý pěšec · f6 bílý věž · a5 bílý pěšec · b5 černý pěšec · d5 bílý pěšec · g5 černý pěšec · a4 černý král · e4 černý pěšec · g4 bílý pěšec · d3 černý pěšec · a2 bílý pěšec · c2 černý věž · d2 bílý pěšec · e2 bílý pěšec · g2 bílý král · h2 bílý věž | a7 černý pěšec · b7 černý věž · g7 bílý střelec · d6 černý pěšec · f6 bílý věž · a5 bílý pěšec · b5 černý pěšec · d5 bílý pěšec · g5 černý pěšec · a4 černý král · e4 černý pěšec · g4 bílý pěšec · d3 černý pěšec · a2 bílý pěšec · c2 černý věž · d2 bílý pěšec · e2 bílý pěšec · g2 bílý král · h2 bílý věž | a7 černý pěšec · b7 černý věž · g7 bílý střelec · d6 černý pěšec · f6 bílý věž · a5 bílý pěšec · b5 černý pěšec · d5 bílý pěšec · g5 černý pěšec · a4 černý král · e4 černý pěšec · g4 bílý pěšec · d3 černý pěšec · a2 bílý pěšec · c2 černý věž · d2 bílý pěšec · e2 bílý pěšec · g2 bílý král · h2 bílý věž | a7 černý pěšec · b7 černý věž · g7 bílý střelec · d6 černý pěšec · f6 bílý věž · a5 bílý pěšec · b5 černý pěšec · d5 bílý pěšec · g5 černý pěšec · a4 černý král · e4 černý pěšec · g4 bílý pěšec · d3 černý pěšec · a2 bílý pěšec · c2 černý věž · d2 bílý pěšec · e2 bílý pěšec · g2 bílý král · h2 bílý věž | a7 černý pěšec · b7 černý věž · g7 bílý střelec · d6 černý pěšec · f6 bílý věž · a5 bílý pěšec · b5 černý pěšec · d5 bílý pěšec · g5 černý pěšec · a4 černý král · e4 černý pěšec · g4 bílý pěšec · d3 černý pěšec · a2 bílý pěšec · c2 černý věž · d2 bílý pěšec · e2 bílý pěšec · g2 bílý král · h2 bílý věž | a7 černý pěšec · b7 černý věž · g7 bílý střelec · d6 černý pěšec · f6 bílý věž · a5 bílý pěšec · b5 černý pěšec · d5 bílý pěšec · g5 černý pěšec · a4 černý král · e4 černý pěšec · g4 bílý pěšec · d3 černý pěšec · a2 bílý pěšec · c2 černý věž · d2 bílý pěšec · e2 bílý pěšec · g2 bílý král · h2 bílý věž | a7 černý pěšec · b7 černý věž · g7 bílý střelec · d6 černý pěšec · f6 bílý věž · a5 bílý pěšec · b5 černý pěšec · d5 bílý pěšec · g5 černý pěšec · a4 černý král · e4 černý pěšec · g4 bílý pěšec · d3 černý pěšec · a2 bílý pěšec · c2 černý věž · d2 bílý pěšec · e2 bílý pěšec · g2 bílý král · h2 bílý věž | a7 černý pěšec · b7 černý věž · g7 bílý střelec · d6 černý pěšec · f6 bílý věž · a5 bílý pěšec · b5 černý pěšec · d5 bílý pěšec · g5 černý pěšec · a4 černý král · e4 černý pěšec · g4 bílý pěšec · d3 černý pěšec · a2 bílý pěšec · c2 černý věž · d2 bílý pěšec · e2 bílý pěšec · g2 bílý král · h2 bílý věž | 5 |
| 4 | a7 černý pěšec · b7 černý věž · g7 bílý střelec · d6 černý pěšec · f6 bílý věž · a5 bílý pěšec · b5 černý pěšec · d5 bílý pěšec · g5 černý pěšec · a4 černý král · e4 černý pěšec · g4 bílý pěšec · d3 černý pěšec · a2 bílý pěšec · c2 černý věž · d2 bílý pěšec · e2 bílý pěšec · g2 bílý král · h2 bílý věž | a7 černý pěšec · b7 černý věž · g7 bílý střelec · d6 černý pěšec · f6 bílý věž · a5 bílý pěšec · b5 černý pěšec · d5 bílý pěšec · g5 černý pěšec · a4 černý král · e4 černý pěšec · g4 bílý pěšec · d3 černý pěšec · a2 bílý pěšec · c2 černý věž · d2 bílý pěšec · e2 bílý pěšec · g2 bílý král · h2 bílý věž | a7 černý pěšec · b7 černý věž · g7 bílý střelec · d6 černý pěšec · f6 bílý věž · a5 bílý pěšec · b5 černý pěšec · d5 bílý pěšec · g5 černý pěšec · a4 černý král · e4 černý pěšec · g4 bílý pěšec · d3 černý pěšec · a2 bílý pěšec · c2 černý věž · d2 bílý pěšec · e2 bílý pěšec · g2 bílý král · h2 bílý věž | a7 černý pěšec · b7 černý věž · g7 bílý střelec · d6 černý pěšec · f6 bílý věž · a5 bílý pěšec · b5 černý pěšec · d5 bílý pěšec · g5 černý pěšec · a4 černý král · e4 černý pěšec · g4 bílý pěšec · d3 černý pěšec · a2 bílý pěšec · c2 černý věž · d2 bílý pěšec · e2 bílý pěšec · g2 bílý král · h2 bílý věž | a7 černý pěšec · b7 černý věž · g7 bílý střelec · d6 černý pěšec · f6 bílý věž · a5 bílý pěšec · b5 černý pěšec · d5 bílý pěšec · g5 černý pěšec · a4 černý král · e4 černý pěšec · g4 bílý pěšec · d3 černý pěšec · a2 bílý pěšec · c2 černý věž · d2 bílý pěšec · e2 bílý pěšec · g2 bílý král · h2 bílý věž | a7 černý pěšec · b7 černý věž · g7 bílý střelec · d6 černý pěšec · f6 bílý věž · a5 bílý pěšec · b5 černý pěšec · d5 bílý pěšec · g5 černý pěšec · a4 černý král · e4 černý pěšec · g4 bílý pěšec · d3 černý pěšec · a2 bílý pěšec · c2 černý věž · d2 bílý pěšec · e2 bílý pěšec · g2 bílý král · h2 bílý věž | a7 černý pěšec · b7 černý věž · g7 bílý střelec · d6 černý pěšec · f6 bílý věž · a5 bílý pěšec · b5 černý pěšec · d5 bílý pěšec · g5 černý pěšec · a4 černý král · e4 černý pěšec · g4 bílý pěšec · d3 černý pěšec · a2 bílý pěšec · c2 černý věž · d2 bílý pěšec · e2 bílý pěšec · g2 bílý král · h2 bílý věž | a7 černý pěšec · b7 černý věž · g7 bílý střelec · d6 černý pěšec · f6 bílý věž · a5 bílý pěšec · b5 černý pěšec · d5 bílý pěšec · g5 černý pěšec · a4 černý král · e4 černý pěšec · g4 bílý pěšec · d3 černý pěšec · a2 bílý pěšec · c2 černý věž · d2 bílý pěšec · e2 bílý pěšec · g2 bílý král · h2 bílý věž | 4 |
| 3 | a7 černý pěšec · b7 černý věž · g7 bílý střelec · d6 černý pěšec · f6 bílý věž · a5 bílý pěšec · b5 černý pěšec · d5 bílý pěšec · g5 černý pěšec · a4 černý král · e4 černý pěšec · g4 bílý pěšec · d3 černý pěšec · a2 bílý pěšec · c2 černý věž · d2 bílý pěšec · e2 bílý pěšec · g2 bílý král · h2 bílý věž | a7 černý pěšec · b7 černý věž · g7 bílý střelec · d6 černý pěšec · f6 bílý věž · a5 bílý pěšec · b5 černý pěšec · d5 bílý pěšec · g5 černý pěšec · a4 černý král · e4 černý pěšec · g4 bílý pěšec · d3 černý pěšec · a2 bílý pěšec · c2 černý věž · d2 bílý pěšec · e2 bílý pěšec · g2 bílý král · h2 bílý věž | a7 černý pěšec · b7 černý věž · g7 bílý střelec · d6 černý pěšec · f6 bílý věž · a5 bílý pěšec · b5 černý pěšec · d5 bílý pěšec · g5 černý pěšec · a4 černý král · e4 černý pěšec · g4 bílý pěšec · d3 černý pěšec · a2 bílý pěšec · c2 černý věž · d2 bílý pěšec · e2 bílý pěšec · g2 bílý král · h2 bílý věž | a7 černý pěšec · b7 černý věž · g7 bílý střelec · d6 černý pěšec · f6 bílý věž · a5 bílý pěšec · b5 černý pěšec · d5 bílý pěšec · g5 černý pěšec · a4 černý král · e4 černý pěšec · g4 bílý pěšec · d3 černý pěšec · a2 bílý pěšec · c2 černý věž · d2 bílý pěšec · e2 bílý pěšec · g2 bílý král · h2 bílý věž | a7 černý pěšec · b7 černý věž · g7 bílý střelec · d6 černý pěšec · f6 bílý věž · a5 bílý pěšec · b5 černý pěšec · d5 bílý pěšec · g5 černý pěšec · a4 černý král · e4 černý pěšec · g4 bílý pěšec · d3 černý pěšec · a2 bílý pěšec · c2 černý věž · d2 bílý pěšec · e2 bílý pěšec · g2 bílý král · h2 bílý věž | a7 černý pěšec · b7 černý věž · g7 bílý střelec · d6 černý pěšec · f6 bílý věž · a5 bílý pěšec · b5 černý pěšec · d5 bílý pěšec · g5 černý pěšec · a4 černý král · e4 černý pěšec · g4 bílý pěšec · d3 černý pěšec · a2 bílý pěšec · c2 černý věž · d2 bílý pěšec · e2 bílý pěšec · g2 bílý král · h2 bílý věž | a7 černý pěšec · b7 černý věž · g7 bílý střelec · d6 černý pěšec · f6 bílý věž · a5 bílý pěšec · b5 černý pěšec · d5 bílý pěšec · g5 černý pěšec · a4 černý král · e4 černý pěšec · g4 bílý pěšec · d3 černý pěšec · a2 bílý pěšec · c2 černý věž · d2 bílý pěšec · e2 bílý pěšec · g2 bílý král · h2 bílý věž | a7 černý pěšec · b7 černý věž · g7 bílý střelec · d6 černý pěšec · f6 bílý věž · a5 bílý pěšec · b5 černý pěšec · d5 bílý pěšec · g5 černý pěšec · a4 černý král · e4 černý pěšec · g4 bílý pěšec · d3 černý pěšec · a2 bílý pěšec · c2 černý věž · d2 bílý pěšec · e2 bílý pěšec · g2 bílý král · h2 bílý věž | 3 |
| 2 | a7 černý pěšec · b7 černý věž · g7 bílý střelec · d6 černý pěšec · f6 bílý věž · a5 bílý pěšec · b5 černý pěšec · d5 bílý pěšec · g5 černý pěšec · a4 černý král · e4 černý pěšec · g4 bílý pěšec · d3 černý pěšec · a2 bílý pěšec · c2 černý věž · d2 bílý pěšec · e2 bílý pěšec · g2 bílý král · h2 bílý věž | a7 černý pěšec · b7 černý věž · g7 bílý střelec · d6 černý pěšec · f6 bílý věž · a5 bílý pěšec · b5 černý pěšec · d5 bílý pěšec · g5 černý pěšec · a4 černý král · e4 černý pěšec · g4 bílý pěšec · d3 černý pěšec · a2 bílý pěšec · c2 černý věž · d2 bílý pěšec · e2 bílý pěšec · g2 bílý král · h2 bílý věž | a7 černý pěšec · b7 černý věž · g7 bílý střelec · d6 černý pěšec · f6 bílý věž · a5 bílý pěšec · b5 černý pěšec · d5 bílý pěšec · g5 černý pěšec · a4 černý král · e4 černý pěšec · g4 bílý pěšec · d3 černý pěšec · a2 bílý pěšec · c2 černý věž · d2 bílý pěšec · e2 bílý pěšec · g2 bílý král · h2 bílý věž | a7 černý pěšec · b7 černý věž · g7 bílý střelec · d6 černý pěšec · f6 bílý věž · a5 bílý pěšec · b5 černý pěšec · d5 bílý pěšec · g5 černý pěšec · a4 černý král · e4 černý pěšec · g4 bílý pěšec · d3 černý pěšec · a2 bílý pěšec · c2 černý věž · d2 bílý pěšec · e2 bílý pěšec · g2 bílý král · h2 bílý věž | a7 černý pěšec · b7 černý věž · g7 bílý střelec · d6 černý pěšec · f6 bílý věž · a5 bílý pěšec · b5 černý pěšec · d5 bílý pěšec · g5 černý pěšec · a4 černý král · e4 černý pěšec · g4 bílý pěšec · d3 černý pěšec · a2 bílý pěšec · c2 černý věž · d2 bílý pěšec · e2 bílý pěšec · g2 bílý král · h2 bílý věž | a7 černý pěšec · b7 černý věž · g7 bílý střelec · d6 černý pěšec · f6 bílý věž · a5 bílý pěšec · b5 černý pěšec · d5 bílý pěšec · g5 černý pěšec · a4 černý král · e4 černý pěšec · g4 bílý pěšec · d3 černý pěšec · a2 bílý pěšec · c2 černý věž · d2 bílý pěšec · e2 bílý pěšec · g2 bílý král · h2 bílý věž | a7 černý pěšec · b7 černý věž · g7 bílý střelec · d6 černý pěšec · f6 bílý věž · a5 bílý pěšec · b5 černý pěšec · d5 bílý pěšec · g5 černý pěšec · a4 černý král · e4 černý pěšec · g4 bílý pěšec · d3 černý pěšec · a2 bílý pěšec · c2 černý věž · d2 bílý pěšec · e2 bílý pěšec · g2 bílý král · h2 bílý věž | a7 černý pěšec · b7 černý věž · g7 bílý střelec · d6 černý pěšec · f6 bílý věž · a5 bílý pěšec · b5 černý pěšec · d5 bílý pěšec · g5 černý pěšec · a4 černý král · e4 černý pěšec · g4 bílý pěšec · d3 černý pěšec · a2 bílý pěšec · c2 černý věž · d2 bílý pěšec · e2 bílý pěšec · g2 bílý král · h2 bílý věž | 2 |
| 1 | a7 černý pěšec · b7 černý věž · g7 bílý střelec · d6 černý pěšec · f6 bílý věž · a5 bílý pěšec · b5 černý pěšec · d5 bílý pěšec · g5 černý pěšec · a4 černý král · e4 černý pěšec · g4 bílý pěšec · d3 černý pěšec · a2 bílý pěšec · c2 černý věž · d2 bílý pěšec · e2 bílý pěšec · g2 bílý král · h2 bílý věž | a7 černý pěšec · b7 černý věž · g7 bílý střelec · d6 černý pěšec · f6 bílý věž · a5 bílý pěšec · b5 černý pěšec · d5 bílý pěšec · g5 černý pěšec · a4 černý král · e4 černý pěšec · g4 bílý pěšec · d3 černý pěšec · a2 bílý pěšec · c2 černý věž · d2 bílý pěšec · e2 bílý pěšec · g2 bílý král · h2 bílý věž | a7 černý pěšec · b7 černý věž · g7 bílý střelec · d6 černý pěšec · f6 bílý věž · a5 bílý pěšec · b5 černý pěšec · d5 bílý pěšec · g5 černý pěšec · a4 černý král · e4 černý pěšec · g4 bílý pěšec · d3 černý pěšec · a2 bílý pěšec · c2 černý věž · d2 bílý pěšec · e2 bílý pěšec · g2 bílý král · h2 bílý věž | a7 černý pěšec · b7 černý věž · g7 bílý střelec · d6 černý pěšec · f6 bílý věž · a5 bílý pěšec · b5 černý pěšec · d5 bílý pěšec · g5 černý pěšec · a4 černý král · e4 černý pěšec · g4 bílý pěšec · d3 černý pěšec · a2 bílý pěšec · c2 černý věž · d2 bílý pěšec · e2 bílý pěšec · g2 bílý král · h2 bílý věž | a7 černý pěšec · b7 černý věž · g7 bílý střelec · d6 černý pěšec · f6 bílý věž · a5 bílý pěšec · b5 černý pěšec · d5 bílý pěšec · g5 černý pěšec · a4 černý král · e4 černý pěšec · g4 bílý pěšec · d3 černý pěšec · a2 bílý pěšec · c2 černý věž · d2 bílý pěšec · e2 bílý pěšec · g2 bílý král · h2 bílý věž | a7 černý pěšec · b7 černý věž · g7 bílý střelec · d6 černý pěšec · f6 bílý věž · a5 bílý pěšec · b5 černý pěšec · d5 bílý pěšec · g5 černý pěšec · a4 černý král · e4 černý pěšec · g4 bílý pěšec · d3 černý pěšec · a2 bílý pěšec · c2 černý věž · d2 bílý pěšec · e2 bílý pěšec · g2 bílý král · h2 bílý věž | a7 černý pěšec · b7 černý věž · g7 bílý střelec · d6 černý pěšec · f6 bílý věž · a5 bílý pěšec · b5 černý pěšec · d5 bílý pěšec · g5 černý pěšec · a4 černý král · e4 černý pěšec · g4 bílý pěšec · d3 černý pěšec · a2 bílý pěšec · c2 černý věž · d2 bílý pěšec · e2 bílý pěšec · g2 bílý král · h2 bílý věž | a7 černý pěšec · b7 černý věž · g7 bílý střelec · d6 černý pěšec · f6 bílý věž · a5 bílý pěšec · b5 černý pěšec · d5 bílý pěšec · g5 černý pěšec · a4 černý král · e4 černý pěšec · g4 bílý pěšec · d3 černý pěšec · a2 bílý pěšec · c2 černý věž · d2 bílý pěšec · e2 bílý pěšec · g2 bílý král · h2 bílý věž | 1 |
|   | a | b | c | d | e | f | g | h |   |

Roku 1982 se Prokešovu manévru věnoval nizozemský publicista Tim Krabbé a tyto studie mu natolik učarovaly, že se rozhodl přijít s něčím novým: tzv. zdvojeným Prokešovým manévrem. Přes velkou snahu se mu však nedařilo příliš pokročit a jeho studie stále obsahovala různé nedostatky. Roku 1992 se s problémem svěřil šachovému velmistru Janu Timmanovi, kterého rovněž velmi zaujal a který roku 1994 po několika pokusech Krabbého myšlenku dopracoval do podoby zobrazené na diagramu vpravo.
1. Sh6 dxe2 Nebezpečný se zdá také tah 1. e3, ovšem lze ho odvrátit protitahem 2. ... Vh3!
2. Vh1 (2. Kf2 by znamenalo problémy v podobě 2. ... e3+) 2. ... e3
3. Kf3 Vc1! Podobnou oběť věže již Timman jednou použil, a to dokonce ve velmistrovské soutěžní partii, viz níže. V této situaci černý nemohl hrát 3. ... exd2, neboť by následovalo 4. Kxe2 Ve7 5. Ve6
4. Vxc1 exd2
5. Vc4+ (první Prokešův manévr) bxc4
6. Kxe2 c3
7. Vf1 Vb1!
8. Vxb1 c2
9. Vb4+! Druhý Prokešův manévr, po němž je již porážka černého zpečetěna.

## Prokešův manévr vsoutěžních partiích
|   | a | b | c | d | e | f | g | h |   |
| 8 | a8 černý věž · c7 černý pěšec · e7 bílý pěšec · g7 bílý věž · d6 černý král · b5 bílý pěšec · f5 bílý pěšec · h5 černý pěšec · a4 černý pěšec · h4 bílý pěšec · c2 bílý pěšec · g2 bílý pěšec · g1 bílý král | a8 černý věž · c7 černý pěšec · e7 bílý pěšec · g7 bílý věž · d6 černý král · b5 bílý pěšec · f5 bílý pěšec · h5 černý pěšec · a4 černý pěšec · h4 bílý pěšec · c2 bílý pěšec · g2 bílý pěšec · g1 bílý král | a8 černý věž · c7 černý pěšec · e7 bílý pěšec · g7 bílý věž · d6 černý král · b5 bílý pěšec · f5 bílý pěšec · h5 černý pěšec · a4 černý pěšec · h4 bílý pěšec · c2 bílý pěšec · g2 bílý pěšec · g1 bílý král | a8 černý věž · c7 černý pěšec · e7 bílý pěšec · g7 bílý věž · d6 černý král · b5 bílý pěšec · f5 bílý pěšec · h5 černý pěšec · a4 černý pěšec · h4 bílý pěšec · c2 bílý pěšec · g2 bílý pěšec · g1 bílý král | a8 černý věž · c7 černý pěšec · e7 bílý pěšec · g7 bílý věž · d6 černý král · b5 bílý pěšec · f5 bílý pěšec · h5 černý pěšec · a4 černý pěšec · h4 bílý pěšec · c2 bílý pěšec · g2 bílý pěšec · g1 bílý král | a8 černý věž · c7 černý pěšec · e7 bílý pěšec · g7 bílý věž · d6 černý král · b5 bílý pěšec · f5 bílý pěšec · h5 černý pěšec · a4 černý pěšec · h4 bílý pěšec · c2 bílý pěšec · g2 bílý pěšec · g1 bílý král | a8 černý věž · c7 černý pěšec · e7 bílý pěšec · g7 bílý věž · d6 černý král · b5 bílý pěšec · f5 bílý pěšec · h5 černý pěšec · a4 černý pěšec · h4 bílý pěšec · c2 bílý pěšec · g2 bílý pěšec · g1 bílý král | a8 černý věž · c7 černý pěšec · e7 bílý pěšec · g7 bílý věž · d6 černý král · b5 bílý pěšec · f5 bílý pěšec · h5 černý pěšec · a4 černý pěšec · h4 bílý pěšec · c2 bílý pěšec · g2 bílý pěšec · g1 bílý král | 8 |
| 7 | a8 černý věž · c7 černý pěšec · e7 bílý pěšec · g7 bílý věž · d6 černý král · b5 bílý pěšec · f5 bílý pěšec · h5 černý pěšec · a4 černý pěšec · h4 bílý pěšec · c2 bílý pěšec · g2 bílý pěšec · g1 bílý král | a8 černý věž · c7 černý pěšec · e7 bílý pěšec · g7 bílý věž · d6 černý král · b5 bílý pěšec · f5 bílý pěšec · h5 černý pěšec · a4 černý pěšec · h4 bílý pěšec · c2 bílý pěšec · g2 bílý pěšec · g1 bílý král | a8 černý věž · c7 černý pěšec · e7 bílý pěšec · g7 bílý věž · d6 černý král · b5 bílý pěšec · f5 bílý pěšec · h5 černý pěšec · a4 černý pěšec · h4 bílý pěšec · c2 bílý pěšec · g2 bílý pěšec · g1 bílý král | a8 černý věž · c7 černý pěšec · e7 bílý pěšec · g7 bílý věž · d6 černý král · b5 bílý pěšec · f5 bílý pěšec · h5 černý pěšec · a4 černý pěšec · h4 bílý pěšec · c2 bílý pěšec · g2 bílý pěšec · g1 bílý král | a8 černý věž · c7 černý pěšec · e7 bílý pěšec · g7 bílý věž · d6 černý král · b5 bílý pěšec · f5 bílý pěšec · h5 černý pěšec · a4 černý pěšec · h4 bílý pěšec · c2 bílý pěšec · g2 bílý pěšec · g1 bílý král | a8 černý věž · c7 černý pěšec · e7 bílý pěšec · g7 bílý věž · d6 černý král · b5 bílý pěšec · f5 bílý pěšec · h5 černý pěšec · a4 černý pěšec · h4 bílý pěšec · c2 bílý pěšec · g2 bílý pěšec · g1 bílý král | a8 černý věž · c7 černý pěšec · e7 bílý pěšec · g7 bílý věž · d6 černý král · b5 bílý pěšec · f5 bílý pěšec · h5 černý pěšec · a4 černý pěšec · h4 bílý pěšec · c2 bílý pěšec · g2 bílý pěšec · g1 bílý král | a8 černý věž · c7 černý pěšec · e7 bílý pěšec · g7 bílý věž · d6 černý král · b5 bílý pěšec · f5 bílý pěšec · h5 černý pěšec · a4 černý pěšec · h4 bílý pěšec · c2 bílý pěšec · g2 bílý pěšec · g1 bílý král | 7 |
| 6 | a8 černý věž · c7 černý pěšec · e7 bílý pěšec · g7 bílý věž · d6 černý král · b5 bílý pěšec · f5 bílý pěšec · h5 černý pěšec · a4 černý pěšec · h4 bílý pěšec · c2 bílý pěšec · g2 bílý pěšec · g1 bílý král | a8 černý věž · c7 černý pěšec · e7 bílý pěšec · g7 bílý věž · d6 černý král · b5 bílý pěšec · f5 bílý pěšec · h5 černý pěšec · a4 černý pěšec · h4 bílý pěšec · c2 bílý pěšec · g2 bílý pěšec · g1 bílý král | a8 černý věž · c7 černý pěšec · e7 bílý pěšec · g7 bílý věž · d6 černý král · b5 bílý pěšec · f5 bílý pěšec · h5 černý pěšec · a4 černý pěšec · h4 bílý pěšec · c2 bílý pěšec · g2 bílý pěšec · g1 bílý král | a8 černý věž · c7 černý pěšec · e7 bílý pěšec · g7 bílý věž · d6 černý král · b5 bílý pěšec · f5 bílý pěšec · h5 černý pěšec · a4 černý pěšec · h4 bílý pěšec · c2 bílý pěšec · g2 bílý pěšec · g1 bílý král | a8 černý věž · c7 černý pěšec · e7 bílý pěšec · g7 bílý věž · d6 černý král · b5 bílý pěšec · f5 bílý pěšec · h5 černý pěšec · a4 černý pěšec · h4 bílý pěšec · c2 bílý pěšec · g2 bílý pěšec · g1 bílý král | a8 černý věž · c7 černý pěšec · e7 bílý pěšec · g7 bílý věž · d6 černý král · b5 bílý pěšec · f5 bílý pěšec · h5 černý pěšec · a4 černý pěšec · h4 bílý pěšec · c2 bílý pěšec · g2 bílý pěšec · g1 bílý král | a8 černý věž · c7 černý pěšec · e7 bílý pěšec · g7 bílý věž · d6 černý král · b5 bílý pěšec · f5 bílý pěšec · h5 černý pěšec · a4 černý pěšec · h4 bílý pěšec · c2 bílý pěšec · g2 bílý pěšec · g1 bílý král | a8 černý věž · c7 černý pěšec · e7 bílý pěšec · g7 bílý věž · d6 černý král · b5 bílý pěšec · f5 bílý pěšec · h5 černý pěšec · a4 černý pěšec · h4 bílý pěšec · c2 bílý pěšec · g2 bílý pěšec · g1 bílý král | 6 |
| 5 | a8 černý věž · c7 černý pěšec · e7 bílý pěšec · g7 bílý věž · d6 černý král · b5 bílý pěšec · f5 bílý pěšec · h5 černý pěšec · a4 černý pěšec · h4 bílý pěšec · c2 bílý pěšec · g2 bílý pěšec · g1 bílý král | a8 černý věž · c7 černý pěšec · e7 bílý pěšec · g7 bílý věž · d6 černý král · b5 bílý pěšec · f5 bílý pěšec · h5 černý pěšec · a4 černý pěšec · h4 bílý pěšec · c2 bílý pěšec · g2 bílý pěšec · g1 bílý král | a8 černý věž · c7 černý pěšec · e7 bílý pěšec · g7 bílý věž · d6 černý král · b5 bílý pěšec · f5 bílý pěšec · h5 černý pěšec · a4 černý pěšec · h4 bílý pěšec · c2 bílý pěšec · g2 bílý pěšec · g1 bílý král | a8 černý věž · c7 černý pěšec · e7 bílý pěšec · g7 bílý věž · d6 černý král · b5 bílý pěšec · f5 bílý pěšec · h5 černý pěšec · a4 černý pěšec · h4 bílý pěšec · c2 bílý pěšec · g2 bílý pěšec · g1 bílý král | a8 černý věž · c7 černý pěšec · e7 bílý pěšec · g7 bílý věž · d6 černý král · b5 bílý pěšec · f5 bílý pěšec · h5 černý pěšec · a4 černý pěšec · h4 bílý pěšec · c2 bílý pěšec · g2 bílý pěšec · g1 bílý král | a8 černý věž · c7 černý pěšec · e7 bílý pěšec · g7 bílý věž · d6 černý král · b5 bílý pěšec · f5 bílý pěšec · h5 černý pěšec · a4 černý pěšec · h4 bílý pěšec · c2 bílý pěšec · g2 bílý pěšec · g1 bílý král | a8 černý věž · c7 černý pěšec · e7 bílý pěšec · g7 bílý věž · d6 černý král · b5 bílý pěšec · f5 bílý pěšec · h5 černý pěšec · a4 černý pěšec · h4 bílý pěšec · c2 bílý pěšec · g2 bílý pěšec · g1 bílý král | a8 černý věž · c7 černý pěšec · e7 bílý pěšec · g7 bílý věž · d6 černý král · b5 bílý pěšec · f5 bílý pěšec · h5 černý pěšec · a4 černý pěšec · h4 bílý pěšec · c2 bílý pěšec · g2 bílý pěšec · g1 bílý král | 5 |
| 4 | a8 černý věž · c7 černý pěšec · e7 bílý pěšec · g7 bílý věž · d6 černý král · b5 bílý pěšec · f5 bílý pěšec · h5 černý pěšec · a4 černý pěšec · h4 bílý pěšec · c2 bílý pěšec · g2 bílý pěšec · g1 bílý král | a8 černý věž · c7 černý pěšec · e7 bílý pěšec · g7 bílý věž · d6 černý král · b5 bílý pěšec · f5 bílý pěšec · h5 černý pěšec · a4 černý pěšec · h4 bílý pěšec · c2 bílý pěšec · g2 bílý pěšec · g1 bílý král | a8 černý věž · c7 černý pěšec · e7 bílý pěšec · g7 bílý věž · d6 černý král · b5 bílý pěšec · f5 bílý pěšec · h5 černý pěšec · a4 černý pěšec · h4 bílý pěšec · c2 bílý pěšec · g2 bílý pěšec · g1 bílý král | a8 černý věž · c7 černý pěšec · e7 bílý pěšec · g7 bílý věž · d6 černý král · b5 bílý pěšec · f5 bílý pěšec · h5 černý pěšec · a4 černý pěšec · h4 bílý pěšec · c2 bílý pěšec · g2 bílý pěšec · g1 bílý král | a8 černý věž · c7 černý pěšec · e7 bílý pěšec · g7 bílý věž · d6 černý král · b5 bílý pěšec · f5 bílý pěšec · h5 černý pěšec · a4 černý pěšec · h4 bílý pěšec · c2 bílý pěšec · g2 bílý pěšec · g1 bílý král | a8 černý věž · c7 černý pěšec · e7 bílý pěšec · g7 bílý věž · d6 černý král · b5 bílý pěšec · f5 bílý pěšec · h5 černý pěšec · a4 černý pěšec · h4 bílý pěšec · c2 bílý pěšec · g2 bílý pěšec · g1 bílý král | a8 černý věž · c7 černý pěšec · e7 bílý pěšec · g7 bílý věž · d6 černý král · b5 bílý pěšec · f5 bílý pěšec · h5 černý pěšec · a4 černý pěšec · h4 bílý pěšec · c2 bílý pěšec · g2 bílý pěšec · g1 bílý král | a8 černý věž · c7 černý pěšec · e7 bílý pěšec · g7 bílý věž · d6 černý král · b5 bílý pěšec · f5 bílý pěšec · h5 černý pěšec · a4 černý pěšec · h4 bílý pěšec · c2 bílý pěšec · g2 bílý pěšec · g1 bílý král | 4 |
| 3 | a8 černý věž · c7 černý pěšec · e7 bílý pěšec · g7 bílý věž · d6 černý král · b5 bílý pěšec · f5 bílý pěšec · h5 černý pěšec · a4 černý pěšec · h4 bílý pěšec · c2 bílý pěšec · g2 bílý pěšec · g1 bílý král | a8 černý věž · c7 černý pěšec · e7 bílý pěšec · g7 bílý věž · d6 černý král · b5 bílý pěšec · f5 bílý pěšec · h5 černý pěšec · a4 černý pěšec · h4 bílý pěšec · c2 bílý pěšec · g2 bílý pěšec · g1 bílý král | a8 černý věž · c7 černý pěšec · e7 bílý pěšec · g7 bílý věž · d6 černý král · b5 bílý pěšec · f5 bílý pěšec · h5 černý pěšec · a4 černý pěšec · h4 bílý pěšec · c2 bílý pěšec · g2 bílý pěšec · g1 bílý král | a8 černý věž · c7 černý pěšec · e7 bílý pěšec · g7 bílý věž · d6 černý král · b5 bílý pěšec · f5 bílý pěšec · h5 černý pěšec · a4 černý pěšec · h4 bílý pěšec · c2 bílý pěšec · g2 bílý pěšec · g1 bílý král | a8 černý věž · c7 černý pěšec · e7 bílý pěšec · g7 bílý věž · d6 černý král · b5 bílý pěšec · f5 bílý pěšec · h5 černý pěšec · a4 černý pěšec · h4 bílý pěšec · c2 bílý pěšec · g2 bílý pěšec · g1 bílý král | a8 černý věž · c7 černý pěšec · e7 bílý pěšec · g7 bílý věž · d6 černý král · b5 bílý pěšec · f5 bílý pěšec · h5 černý pěšec · a4 černý pěšec · h4 bílý pěšec · c2 bílý pěšec · g2 bílý pěšec · g1 bílý král | a8 černý věž · c7 černý pěšec · e7 bílý pěšec · g7 bílý věž · d6 černý král · b5 bílý pěšec · f5 bílý pěšec · h5 černý pěšec · a4 černý pěšec · h4 bílý pěšec · c2 bílý pěšec · g2 bílý pěšec · g1 bílý král | a8 černý věž · c7 černý pěšec · e7 bílý pěšec · g7 bílý věž · d6 černý král · b5 bílý pěšec · f5 bílý pěšec · h5 černý pěšec · a4 černý pěšec · h4 bílý pěšec · c2 bílý pěšec · g2 bílý pěšec · g1 bílý král | 3 |
| 2 | a8 černý věž · c7 černý pěšec · e7 bílý pěšec · g7 bílý věž · d6 černý král · b5 bílý pěšec · f5 bílý pěšec · h5 černý pěšec · a4 černý pěšec · h4 bílý pěšec · c2 bílý pěšec · g2 bílý pěšec · g1 bílý král | a8 černý věž · c7 černý pěšec · e7 bílý pěšec · g7 bílý věž · d6 černý král · b5 bílý pěšec · f5 bílý pěšec · h5 černý pěšec · a4 černý pěšec · h4 bílý pěšec · c2 bílý pěšec · g2 bílý pěšec · g1 bílý král | a8 černý věž · c7 černý pěšec · e7 bílý pěšec · g7 bílý věž · d6 černý král · b5 bílý pěšec · f5 bílý pěšec · h5 černý pěšec · a4 černý pěšec · h4 bílý pěšec · c2 bílý pěšec · g2 bílý pěšec · g1 bílý král | a8 černý věž · c7 černý pěšec · e7 bílý pěšec · g7 bílý věž · d6 černý král · b5 bílý pěšec · f5 bílý pěšec · h5 černý pěšec · a4 černý pěšec · h4 bílý pěšec · c2 bílý pěšec · g2 bílý pěšec · g1 bílý král | a8 černý věž · c7 černý pěšec · e7 bílý pěšec · g7 bílý věž · d6 černý král · b5 bílý pěšec · f5 bílý pěšec · h5 černý pěšec · a4 černý pěšec · h4 bílý pěšec · c2 bílý pěšec · g2 bílý pěšec · g1 bílý král | a8 černý věž · c7 černý pěšec · e7 bílý pěšec · g7 bílý věž · d6 černý král · b5 bílý pěšec · f5 bílý pěšec · h5 černý pěšec · a4 černý pěšec · h4 bílý pěšec · c2 bílý pěšec · g2 bílý pěšec · g1 bílý král | a8 černý věž · c7 černý pěšec · e7 bílý pěšec · g7 bílý věž · d6 černý král · b5 bílý pěšec · f5 bílý pěšec · h5 černý pěšec · a4 černý pěšec · h4 bílý pěšec · c2 bílý pěšec · g2 bílý pěšec · g1 bílý král | a8 černý věž · c7 černý pěšec · e7 bílý pěšec · g7 bílý věž · d6 černý král · b5 bílý pěšec · f5 bílý pěšec · h5 černý pěšec · a4 černý pěšec · h4 bílý pěšec · c2 bílý pěšec · g2 bílý pěšec · g1 bílý král | 2 |
| 1 | a8 černý věž · c7 černý pěšec · e7 bílý pěšec · g7 bílý věž · d6 černý král · b5 bílý pěšec · f5 bílý pěšec · h5 černý pěšec · a4 černý pěšec · h4 bílý pěšec · c2 bílý pěšec · g2 bílý pěšec · g1 bílý král | a8 černý věž · c7 černý pěšec · e7 bílý pěšec · g7 bílý věž · d6 černý král · b5 bílý pěšec · f5 bílý pěšec · h5 černý pěšec · a4 černý pěšec · h4 bílý pěšec · c2 bílý pěšec · g2 bílý pěšec · g1 bílý král | a8 černý věž · c7 černý pěšec · e7 bílý pěšec · g7 bílý věž · d6 černý král · b5 bílý pěšec · f5 bílý pěšec · h5 černý pěšec · a4 černý pěšec · h4 bílý pěšec · c2 bílý pěšec · g2 bílý pěšec · g1 bílý král | a8 černý věž · c7 černý pěšec · e7 bílý pěšec · g7 bílý věž · d6 černý král · b5 bílý pěšec · f5 bílý pěšec · h5 černý pěšec · a4 černý pěšec · h4 bílý pěšec · c2 bílý pěšec · g2 bílý pěšec · g1 bílý král | a8 černý věž · c7 černý pěšec · e7 bílý pěšec · g7 bílý věž · d6 černý král · b5 bílý pěšec · f5 bílý pěšec · h5 černý pěšec · a4 černý pěšec · h4 bílý pěšec · c2 bílý pěšec · g2 bílý pěšec · g1 bílý král | a8 černý věž · c7 černý pěšec · e7 bílý pěšec · g7 bílý věž · d6 černý král · b5 bílý pěšec · f5 bílý pěšec · h5 černý pěšec · a4 černý pěšec · h4 bílý pěšec · c2 bílý pěšec · g2 bílý pěšec · g1 bílý král | a8 černý věž · c7 černý pěšec · e7 bílý pěšec · g7 bílý věž · d6 černý král · b5 bílý pěšec · f5 bílý pěšec · h5 černý pěšec · a4 černý pěšec · h4 bílý pěšec · c2 bílý pěšec · g2 bílý pěšec · g1 bílý král | a8 černý věž · c7 černý pěšec · e7 bílý pěšec · g7 bílý věž · d6 černý král · b5 bílý pěšec · f5 bílý pěšec · h5 černý pěšec · a4 černý pěšec · h4 bílý pěšec · c2 bílý pěšec · g2 bílý pěšec · g1 bílý král | 1 |
|   | a | b | c | d | e | f | g | h |   |

|   | a | b | c | d | e | f | g | h |   |
| 8 | g8 černý věž · c7 černý pěšec · e7 bílý pěšec · f7 bílý pěšec · d6 černý král · b5 bílý pěšec · h5 černý pěšec · h4 bílý pěšec · a3 černý pěšec · c2 bílý pěšec · g2 bílý pěšec · g1 bílý král | g8 černý věž · c7 černý pěšec · e7 bílý pěšec · f7 bílý pěšec · d6 černý král · b5 bílý pěšec · h5 černý pěšec · h4 bílý pěšec · a3 černý pěšec · c2 bílý pěšec · g2 bílý pěšec · g1 bílý král | g8 černý věž · c7 černý pěšec · e7 bílý pěšec · f7 bílý pěšec · d6 černý král · b5 bílý pěšec · h5 černý pěšec · h4 bílý pěšec · a3 černý pěšec · c2 bílý pěšec · g2 bílý pěšec · g1 bílý král | g8 černý věž · c7 černý pěšec · e7 bílý pěšec · f7 bílý pěšec · d6 černý král · b5 bílý pěšec · h5 černý pěšec · h4 bílý pěšec · a3 černý pěšec · c2 bílý pěšec · g2 bílý pěšec · g1 bílý král | g8 černý věž · c7 černý pěšec · e7 bílý pěšec · f7 bílý pěšec · d6 černý král · b5 bílý pěšec · h5 černý pěšec · h4 bílý pěšec · a3 černý pěšec · c2 bílý pěšec · g2 bílý pěšec · g1 bílý král | g8 černý věž · c7 černý pěšec · e7 bílý pěšec · f7 bílý pěšec · d6 černý král · b5 bílý pěšec · h5 černý pěšec · h4 bílý pěšec · a3 černý pěšec · c2 bílý pěšec · g2 bílý pěšec · g1 bílý král | g8 černý věž · c7 černý pěšec · e7 bílý pěšec · f7 bílý pěšec · d6 černý král · b5 bílý pěšec · h5 černý pěšec · h4 bílý pěšec · a3 černý pěšec · c2 bílý pěšec · g2 bílý pěšec · g1 bílý král | g8 černý věž · c7 černý pěšec · e7 bílý pěšec · f7 bílý pěšec · d6 černý král · b5 bílý pěšec · h5 černý pěšec · h4 bílý pěšec · a3 černý pěšec · c2 bílý pěšec · g2 bílý pěšec · g1 bílý král | 8 |
| 7 | g8 černý věž · c7 černý pěšec · e7 bílý pěšec · f7 bílý pěšec · d6 černý král · b5 bílý pěšec · h5 černý pěšec · h4 bílý pěšec · a3 černý pěšec · c2 bílý pěšec · g2 bílý pěšec · g1 bílý král | g8 černý věž · c7 černý pěšec · e7 bílý pěšec · f7 bílý pěšec · d6 černý král · b5 bílý pěšec · h5 černý pěšec · h4 bílý pěšec · a3 černý pěšec · c2 bílý pěšec · g2 bílý pěšec · g1 bílý král | g8 černý věž · c7 černý pěšec · e7 bílý pěšec · f7 bílý pěšec · d6 černý král · b5 bílý pěšec · h5 černý pěšec · h4 bílý pěšec · a3 černý pěšec · c2 bílý pěšec · g2 bílý pěšec · g1 bílý král | g8 černý věž · c7 černý pěšec · e7 bílý pěšec · f7 bílý pěšec · d6 černý král · b5 bílý pěšec · h5 černý pěšec · h4 bílý pěšec · a3 černý pěšec · c2 bílý pěšec · g2 bílý pěšec · g1 bílý král | g8 černý věž · c7 černý pěšec · e7 bílý pěšec · f7 bílý pěšec · d6 černý král · b5 bílý pěšec · h5 černý pěšec · h4 bílý pěšec · a3 černý pěšec · c2 bílý pěšec · g2 bílý pěšec · g1 bílý král | g8 černý věž · c7 černý pěšec · e7 bílý pěšec · f7 bílý pěšec · d6 černý král · b5 bílý pěšec · h5 černý pěšec · h4 bílý pěšec · a3 černý pěšec · c2 bílý pěšec · g2 bílý pěšec · g1 bílý král | g8 černý věž · c7 černý pěšec · e7 bílý pěšec · f7 bílý pěšec · d6 černý král · b5 bílý pěšec · h5 černý pěšec · h4 bílý pěšec · a3 černý pěšec · c2 bílý pěšec · g2 bílý pěšec · g1 bílý král | g8 černý věž · c7 černý pěšec · e7 bílý pěšec · f7 bílý pěšec · d6 černý král · b5 bílý pěšec · h5 černý pěšec · h4 bílý pěšec · a3 černý pěšec · c2 bílý pěšec · g2 bílý pěšec · g1 bílý král | 7 |
| 6 | g8 černý věž · c7 černý pěšec · e7 bílý pěšec · f7 bílý pěšec · d6 černý král · b5 bílý pěšec · h5 černý pěšec · h4 bílý pěšec · a3 černý pěšec · c2 bílý pěšec · g2 bílý pěšec · g1 bílý král | g8 černý věž · c7 černý pěšec · e7 bílý pěšec · f7 bílý pěšec · d6 černý král · b5 bílý pěšec · h5 černý pěšec · h4 bílý pěšec · a3 černý pěšec · c2 bílý pěšec · g2 bílý pěšec · g1 bílý král | g8 černý věž · c7 černý pěšec · e7 bílý pěšec · f7 bílý pěšec · d6 černý král · b5 bílý pěšec · h5 černý pěšec · h4 bílý pěšec · a3 černý pěšec · c2 bílý pěšec · g2 bílý pěšec · g1 bílý král | g8 černý věž · c7 černý pěšec · e7 bílý pěšec · f7 bílý pěšec · d6 černý král · b5 bílý pěšec · h5 černý pěšec · h4 bílý pěšec · a3 černý pěšec · c2 bílý pěšec · g2 bílý pěšec · g1 bílý král | g8 černý věž · c7 černý pěšec · e7 bílý pěšec · f7 bílý pěšec · d6 černý král · b5 bílý pěšec · h5 černý pěšec · h4 bílý pěšec · a3 černý pěšec · c2 bílý pěšec · g2 bílý pěšec · g1 bílý král | g8 černý věž · c7 černý pěšec · e7 bílý pěšec · f7 bílý pěšec · d6 černý král · b5 bílý pěšec · h5 černý pěšec · h4 bílý pěšec · a3 černý pěšec · c2 bílý pěšec · g2 bílý pěšec · g1 bílý král | g8 černý věž · c7 černý pěšec · e7 bílý pěšec · f7 bílý pěšec · d6 černý král · b5 bílý pěšec · h5 černý pěšec · h4 bílý pěšec · a3 černý pěšec · c2 bílý pěšec · g2 bílý pěšec · g1 bílý král | g8 černý věž · c7 černý pěšec · e7 bílý pěšec · f7 bílý pěšec · d6 černý král · b5 bílý pěšec · h5 černý pěšec · h4 bílý pěšec · a3 černý pěšec · c2 bílý pěšec · g2 bílý pěšec · g1 bílý král | 6 |
| 5 | g8 černý věž · c7 černý pěšec · e7 bílý pěšec · f7 bílý pěšec · d6 černý král · b5 bílý pěšec · h5 černý pěšec · h4 bílý pěšec · a3 černý pěšec · c2 bílý pěšec · g2 bílý pěšec · g1 bílý král | g8 černý věž · c7 černý pěšec · e7 bílý pěšec · f7 bílý pěšec · d6 černý král · b5 bílý pěšec · h5 černý pěšec · h4 bílý pěšec · a3 černý pěšec · c2 bílý pěšec · g2 bílý pěšec · g1 bílý král | g8 černý věž · c7 černý pěšec · e7 bílý pěšec · f7 bílý pěšec · d6 černý král · b5 bílý pěšec · h5 černý pěšec · h4 bílý pěšec · a3 černý pěšec · c2 bílý pěšec · g2 bílý pěšec · g1 bílý král | g8 černý věž · c7 černý pěšec · e7 bílý pěšec · f7 bílý pěšec · d6 černý král · b5 bílý pěšec · h5 černý pěšec · h4 bílý pěšec · a3 černý pěšec · c2 bílý pěšec · g2 bílý pěšec · g1 bílý král | g8 černý věž · c7 černý pěšec · e7 bílý pěšec · f7 bílý pěšec · d6 černý král · b5 bílý pěšec · h5 černý pěšec · h4 bílý pěšec · a3 černý pěšec · c2 bílý pěšec · g2 bílý pěšec · g1 bílý král | g8 černý věž · c7 černý pěšec · e7 bílý pěšec · f7 bílý pěšec · d6 černý král · b5 bílý pěšec · h5 černý pěšec · h4 bílý pěšec · a3 černý pěšec · c2 bílý pěšec · g2 bílý pěšec · g1 bílý král | g8 černý věž · c7 černý pěšec · e7 bílý pěšec · f7 bílý pěšec · d6 černý král · b5 bílý pěšec · h5 černý pěšec · h4 bílý pěšec · a3 černý pěšec · c2 bílý pěšec · g2 bílý pěšec · g1 bílý král | g8 černý věž · c7 černý pěšec · e7 bílý pěšec · f7 bílý pěšec · d6 černý král · b5 bílý pěšec · h5 černý pěšec · h4 bílý pěšec · a3 černý pěšec · c2 bílý pěšec · g2 bílý pěšec · g1 bílý král | 5 |
| 4 | g8 černý věž · c7 černý pěšec · e7 bílý pěšec · f7 bílý pěšec · d6 černý král · b5 bílý pěšec · h5 černý pěšec · h4 bílý pěšec · a3 černý pěšec · c2 bílý pěšec · g2 bílý pěšec · g1 bílý král | g8 černý věž · c7 černý pěšec · e7 bílý pěšec · f7 bílý pěšec · d6 černý král · b5 bílý pěšec · h5 černý pěšec · h4 bílý pěšec · a3 černý pěšec · c2 bílý pěšec · g2 bílý pěšec · g1 bílý král | g8 černý věž · c7 černý pěšec · e7 bílý pěšec · f7 bílý pěšec · d6 černý král · b5 bílý pěšec · h5 černý pěšec · h4 bílý pěšec · a3 černý pěšec · c2 bílý pěšec · g2 bílý pěšec · g1 bílý král | g8 černý věž · c7 černý pěšec · e7 bílý pěšec · f7 bílý pěšec · d6 černý král · b5 bílý pěšec · h5 černý pěšec · h4 bílý pěšec · a3 černý pěšec · c2 bílý pěšec · g2 bílý pěšec · g1 bílý král | g8 černý věž · c7 černý pěšec · e7 bílý pěšec · f7 bílý pěšec · d6 černý král · b5 bílý pěšec · h5 černý pěšec · h4 bílý pěšec · a3 černý pěšec · c2 bílý pěšec · g2 bílý pěšec · g1 bílý král | g8 černý věž · c7 černý pěšec · e7 bílý pěšec · f7 bílý pěšec · d6 černý král · b5 bílý pěšec · h5 černý pěšec · h4 bílý pěšec · a3 černý pěšec · c2 bílý pěšec · g2 bílý pěšec · g1 bílý král | g8 černý věž · c7 černý pěšec · e7 bílý pěšec · f7 bílý pěšec · d6 černý král · b5 bílý pěšec · h5 černý pěšec · h4 bílý pěšec · a3 černý pěšec · c2 bílý pěšec · g2 bílý pěšec · g1 bílý král | g8 černý věž · c7 černý pěšec · e7 bílý pěšec · f7 bílý pěšec · d6 černý král · b5 bílý pěšec · h5 černý pěšec · h4 bílý pěšec · a3 černý pěšec · c2 bílý pěšec · g2 bílý pěšec · g1 bílý král | 4 |
| 3 | g8 černý věž · c7 černý pěšec · e7 bílý pěšec · f7 bílý pěšec · d6 černý král · b5 bílý pěšec · h5 černý pěšec · h4 bílý pěšec · a3 černý pěšec · c2 bílý pěšec · g2 bílý pěšec · g1 bílý král | g8 černý věž · c7 černý pěšec · e7 bílý pěšec · f7 bílý pěšec · d6 černý král · b5 bílý pěšec · h5 černý pěšec · h4 bílý pěšec · a3 černý pěšec · c2 bílý pěšec · g2 bílý pěšec · g1 bílý král | g8 černý věž · c7 černý pěšec · e7 bílý pěšec · f7 bílý pěšec · d6 černý král · b5 bílý pěšec · h5 černý pěšec · h4 bílý pěšec · a3 černý pěšec · c2 bílý pěšec · g2 bílý pěšec · g1 bílý král | g8 černý věž · c7 černý pěšec · e7 bílý pěšec · f7 bílý pěšec · d6 černý král · b5 bílý pěšec · h5 černý pěšec · h4 bílý pěšec · a3 černý pěšec · c2 bílý pěšec · g2 bílý pěšec · g1 bílý král | g8 černý věž · c7 černý pěšec · e7 bílý pěšec · f7 bílý pěšec · d6 černý král · b5 bílý pěšec · h5 černý pěšec · h4 bílý pěšec · a3 černý pěšec · c2 bílý pěšec · g2 bílý pěšec · g1 bílý král | g8 černý věž · c7 černý pěšec · e7 bílý pěšec · f7 bílý pěšec · d6 černý král · b5 bílý pěšec · h5 černý pěšec · h4 bílý pěšec · a3 černý pěšec · c2 bílý pěšec · g2 bílý pěšec · g1 bílý král | g8 černý věž · c7 černý pěšec · e7 bílý pěšec · f7 bílý pěšec · d6 černý král · b5 bílý pěšec · h5 černý pěšec · h4 bílý pěšec · a3 černý pěšec · c2 bílý pěšec · g2 bílý pěšec · g1 bílý král | g8 černý věž · c7 černý pěšec · e7 bílý pěšec · f7 bílý pěšec · d6 černý král · b5 bílý pěšec · h5 černý pěšec · h4 bílý pěšec · a3 černý pěšec · c2 bílý pěšec · g2 bílý pěšec · g1 bílý král | 3 |
| 2 | g8 černý věž · c7 černý pěšec · e7 bílý pěšec · f7 bílý pěšec · d6 černý král · b5 bílý pěšec · h5 černý pěšec · h4 bílý pěšec · a3 černý pěšec · c2 bílý pěšec · g2 bílý pěšec · g1 bílý král | g8 černý věž · c7 černý pěšec · e7 bílý pěšec · f7 bílý pěšec · d6 černý král · b5 bílý pěšec · h5 černý pěšec · h4 bílý pěšec · a3 černý pěšec · c2 bílý pěšec · g2 bílý pěšec · g1 bílý král | g8 černý věž · c7 černý pěšec · e7 bílý pěšec · f7 bílý pěšec · d6 černý král · b5 bílý pěšec · h5 černý pěšec · h4 bílý pěšec · a3 černý pěšec · c2 bílý pěšec · g2 bílý pěšec · g1 bílý král | g8 černý věž · c7 černý pěšec · e7 bílý pěšec · f7 bílý pěšec · d6 černý král · b5 bílý pěšec · h5 černý pěšec · h4 bílý pěšec · a3 černý pěšec · c2 bílý pěšec · g2 bílý pěšec · g1 bílý král | g8 černý věž · c7 černý pěšec · e7 bílý pěšec · f7 bílý pěšec · d6 černý král · b5 bílý pěšec · h5 černý pěšec · h4 bílý pěšec · a3 černý pěšec · c2 bílý pěšec · g2 bílý pěšec · g1 bílý král | g8 černý věž · c7 černý pěšec · e7 bílý pěšec · f7 bílý pěšec · d6 černý král · b5 bílý pěšec · h5 černý pěšec · h4 bílý pěšec · a3 černý pěšec · c2 bílý pěšec · g2 bílý pěšec · g1 bílý král | g8 černý věž · c7 černý pěšec · e7 bílý pěšec · f7 bílý pěšec · d6 černý král · b5 bílý pěšec · h5 černý pěšec · h4 bílý pěšec · a3 černý pěšec · c2 bílý pěšec · g2 bílý pěšec · g1 bílý král | g8 černý věž · c7 černý pěšec · e7 bílý pěšec · f7 bílý pěšec · d6 černý král · b5 bílý pěšec · h5 černý pěšec · h4 bílý pěšec · a3 černý pěšec · c2 bílý pěšec · g2 bílý pěšec · g1 bílý král | 2 |
| 1 | g8 černý věž · c7 černý pěšec · e7 bílý pěšec · f7 bílý pěšec · d6 černý král · b5 bílý pěšec · h5 černý pěšec · h4 bílý pěšec · a3 černý pěšec · c2 bílý pěšec · g2 bílý pěšec · g1 bílý král | g8 černý věž · c7 černý pěšec · e7 bílý pěšec · f7 bílý pěšec · d6 černý král · b5 bílý pěšec · h5 černý pěšec · h4 bílý pěšec · a3 černý pěšec · c2 bílý pěšec · g2 bílý pěšec · g1 bílý král | g8 černý věž · c7 černý pěšec · e7 bílý pěšec · f7 bílý pěšec · d6 černý král · b5 bílý pěšec · h5 černý pěšec · h4 bílý pěšec · a3 černý pěšec · c2 bílý pěšec · g2 bílý pěšec · g1 bílý král | g8 černý věž · c7 černý pěšec · e7 bílý pěšec · f7 bílý pěšec · d6 černý král · b5 bílý pěšec · h5 černý pěšec · h4 bílý pěšec · a3 černý pěšec · c2 bílý pěšec · g2 bílý pěšec · g1 bílý král | g8 černý věž · c7 černý pěšec · e7 bílý pěšec · f7 bílý pěšec · d6 černý král · b5 bílý pěšec · h5 černý pěšec · h4 bílý pěšec · a3 černý pěšec · c2 bílý pěšec · g2 bílý pěšec · g1 bílý král | g8 černý věž · c7 černý pěšec · e7 bílý pěšec · f7 bílý pěšec · d6 černý král · b5 bílý pěšec · h5 černý pěšec · h4 bílý pěšec · a3 černý pěšec · c2 bílý pěšec · g2 bílý pěšec · g1 bílý král | g8 černý věž · c7 černý pěšec · e7 bílý pěšec · f7 bílý pěšec · d6 černý král · b5 bílý pěšec · h5 černý pěšec · h4 bílý pěšec · a3 černý pěšec · c2 bílý pěšec · g2 bílý pěšec · g1 bílý král | g8 černý věž · c7 černý pěšec · e7 bílý pěšec · f7 bílý pěšec · d6 černý král · b5 bílý pěšec · h5 černý pěšec · h4 bílý pěšec · a3 černý pěšec · c2 bílý pěšec · g2 bílý pěšec · g1 bílý král | 1 |
|   | a | b | c | d | e | f | g | h |   |

Situace, která si říkala o použití Prokešova manévru, byla zaznamenána i ve velmistrovské soutěžní partii, a to roku 1971 na turnaji IBM v Amsterdamu. Jugoslávský šachista Borislav Ivkov si však této možnosti nevšiml a příležitost porazit mladého Jana Timmana, který hrál svůj první velmistrovský turnaj, propásl.
Na diagramu vlevo je vidět, že před 49. tahem měl Jan Timman materiální převahu tří pěšců a dobrou pozici, takže by jeho výhře nemělo nic bránit. Přišel však s nedomyšlenou kombinací, která mu mohla přivodit porážku.
49. f6 a3
50. Vg8?? Vxg8
51. f7 V této chvíli měl Ivkov možnost partii pomocí Prokešova manévru zachránit. Kdyby bílého šachoval a současně uvolnil pole g8, snadno by proměně soupeřových pěšců zabránil a partii dovedl k výhře.
51 ... a2?? Avšak této možnosti si nevšiml a nadále kráčel vstříc své porážce.
52. fxg8D a1D
53. Kh2 Kxe7
54. Dg5+ a černý vzdal.
|   | a | b | c | d | e | f | g | h |   |
| 8 | c8 černý král · a7 černý pěšec · b7 černý pěšec · c6 černý pěšec · a5 bílý pěšec · c5 černý dáma · e5 černý pěšec · h5 černý střelec · a4 bílý věž · c4 bílý pěšec · e4 černý pěšec · f4 černý pěšec · h4 černý pěšec · b3 bílý pěšec · e3 bílý pěšec · h3 bílý pěšec · b2 bílý střelec · d2 bílý věž · f2 bílý pěšec · g2 bílý pěšec · h2 bílý král | c8 černý král · a7 černý pěšec · b7 černý pěšec · c6 černý pěšec · a5 bílý pěšec · c5 černý dáma · e5 černý pěšec · h5 černý střelec · a4 bílý věž · c4 bílý pěšec · e4 černý pěšec · f4 černý pěšec · h4 černý pěšec · b3 bílý pěšec · e3 bílý pěšec · h3 bílý pěšec · b2 bílý střelec · d2 bílý věž · f2 bílý pěšec · g2 bílý pěšec · h2 bílý král | c8 černý král · a7 černý pěšec · b7 černý pěšec · c6 černý pěšec · a5 bílý pěšec · c5 černý dáma · e5 černý pěšec · h5 černý střelec · a4 bílý věž · c4 bílý pěšec · e4 černý pěšec · f4 černý pěšec · h4 černý pěšec · b3 bílý pěšec · e3 bílý pěšec · h3 bílý pěšec · b2 bílý střelec · d2 bílý věž · f2 bílý pěšec · g2 bílý pěšec · h2 bílý král | c8 černý král · a7 černý pěšec · b7 černý pěšec · c6 černý pěšec · a5 bílý pěšec · c5 černý dáma · e5 černý pěšec · h5 černý střelec · a4 bílý věž · c4 bílý pěšec · e4 černý pěšec · f4 černý pěšec · h4 černý pěšec · b3 bílý pěšec · e3 bílý pěšec · h3 bílý pěšec · b2 bílý střelec · d2 bílý věž · f2 bílý pěšec · g2 bílý pěšec · h2 bílý král | c8 černý král · a7 černý pěšec · b7 černý pěšec · c6 černý pěšec · a5 bílý pěšec · c5 černý dáma · e5 černý pěšec · h5 černý střelec · a4 bílý věž · c4 bílý pěšec · e4 černý pěšec · f4 černý pěšec · h4 černý pěšec · b3 bílý pěšec · e3 bílý pěšec · h3 bílý pěšec · b2 bílý střelec · d2 bílý věž · f2 bílý pěšec · g2 bílý pěšec · h2 bílý král | c8 černý král · a7 černý pěšec · b7 černý pěšec · c6 černý pěšec · a5 bílý pěšec · c5 černý dáma · e5 černý pěšec · h5 černý střelec · a4 bílý věž · c4 bílý pěšec · e4 černý pěšec · f4 černý pěšec · h4 černý pěšec · b3 bílý pěšec · e3 bílý pěšec · h3 bílý pěšec · b2 bílý střelec · d2 bílý věž · f2 bílý pěšec · g2 bílý pěšec · h2 bílý král | c8 černý král · a7 černý pěšec · b7 černý pěšec · c6 černý pěšec · a5 bílý pěšec · c5 černý dáma · e5 černý pěšec · h5 černý střelec · a4 bílý věž · c4 bílý pěšec · e4 černý pěšec · f4 černý pěšec · h4 černý pěšec · b3 bílý pěšec · e3 bílý pěšec · h3 bílý pěšec · b2 bílý střelec · d2 bílý věž · f2 bílý pěšec · g2 bílý pěšec · h2 bílý král | c8 černý král · a7 černý pěšec · b7 černý pěšec · c6 černý pěšec · a5 bílý pěšec · c5 černý dáma · e5 černý pěšec · h5 černý střelec · a4 bílý věž · c4 bílý pěšec · e4 černý pěšec · f4 černý pěšec · h4 černý pěšec · b3 bílý pěšec · e3 bílý pěšec · h3 bílý pěšec · b2 bílý střelec · d2 bílý věž · f2 bílý pěšec · g2 bílý pěšec · h2 bílý král | 8 |
| 7 | c8 černý král · a7 černý pěšec · b7 černý pěšec · c6 černý pěšec · a5 bílý pěšec · c5 černý dáma · e5 černý pěšec · h5 černý střelec · a4 bílý věž · c4 bílý pěšec · e4 černý pěšec · f4 černý pěšec · h4 černý pěšec · b3 bílý pěšec · e3 bílý pěšec · h3 bílý pěšec · b2 bílý střelec · d2 bílý věž · f2 bílý pěšec · g2 bílý pěšec · h2 bílý král | c8 černý král · a7 černý pěšec · b7 černý pěšec · c6 černý pěšec · a5 bílý pěšec · c5 černý dáma · e5 černý pěšec · h5 černý střelec · a4 bílý věž · c4 bílý pěšec · e4 černý pěšec · f4 černý pěšec · h4 černý pěšec · b3 bílý pěšec · e3 bílý pěšec · h3 bílý pěšec · b2 bílý střelec · d2 bílý věž · f2 bílý pěšec · g2 bílý pěšec · h2 bílý král | c8 černý král · a7 černý pěšec · b7 černý pěšec · c6 černý pěšec · a5 bílý pěšec · c5 černý dáma · e5 černý pěšec · h5 černý střelec · a4 bílý věž · c4 bílý pěšec · e4 černý pěšec · f4 černý pěšec · h4 černý pěšec · b3 bílý pěšec · e3 bílý pěšec · h3 bílý pěšec · b2 bílý střelec · d2 bílý věž · f2 bílý pěšec · g2 bílý pěšec · h2 bílý král | c8 černý král · a7 černý pěšec · b7 černý pěšec · c6 černý pěšec · a5 bílý pěšec · c5 černý dáma · e5 černý pěšec · h5 černý střelec · a4 bílý věž · c4 bílý pěšec · e4 černý pěšec · f4 černý pěšec · h4 černý pěšec · b3 bílý pěšec · e3 bílý pěšec · h3 bílý pěšec · b2 bílý střelec · d2 bílý věž · f2 bílý pěšec · g2 bílý pěšec · h2 bílý král | c8 černý král · a7 černý pěšec · b7 černý pěšec · c6 černý pěšec · a5 bílý pěšec · c5 černý dáma · e5 černý pěšec · h5 černý střelec · a4 bílý věž · c4 bílý pěšec · e4 černý pěšec · f4 černý pěšec · h4 černý pěšec · b3 bílý pěšec · e3 bílý pěšec · h3 bílý pěšec · b2 bílý střelec · d2 bílý věž · f2 bílý pěšec · g2 bílý pěšec · h2 bílý král | c8 černý král · a7 černý pěšec · b7 černý pěšec · c6 černý pěšec · a5 bílý pěšec · c5 černý dáma · e5 černý pěšec · h5 černý střelec · a4 bílý věž · c4 bílý pěšec · e4 černý pěšec · f4 černý pěšec · h4 černý pěšec · b3 bílý pěšec · e3 bílý pěšec · h3 bílý pěšec · b2 bílý střelec · d2 bílý věž · f2 bílý pěšec · g2 bílý pěšec · h2 bílý král | c8 černý král · a7 černý pěšec · b7 černý pěšec · c6 černý pěšec · a5 bílý pěšec · c5 černý dáma · e5 černý pěšec · h5 černý střelec · a4 bílý věž · c4 bílý pěšec · e4 černý pěšec · f4 černý pěšec · h4 černý pěšec · b3 bílý pěšec · e3 bílý pěšec · h3 bílý pěšec · b2 bílý střelec · d2 bílý věž · f2 bílý pěšec · g2 bílý pěšec · h2 bílý král | c8 černý král · a7 černý pěšec · b7 černý pěšec · c6 černý pěšec · a5 bílý pěšec · c5 černý dáma · e5 černý pěšec · h5 černý střelec · a4 bílý věž · c4 bílý pěšec · e4 černý pěšec · f4 černý pěšec · h4 černý pěšec · b3 bílý pěšec · e3 bílý pěšec · h3 bílý pěšec · b2 bílý střelec · d2 bílý věž · f2 bílý pěšec · g2 bílý pěšec · h2 bílý král | 7 |
| 6 | c8 černý král · a7 černý pěšec · b7 černý pěšec · c6 černý pěšec · a5 bílý pěšec · c5 černý dáma · e5 černý pěšec · h5 černý střelec · a4 bílý věž · c4 bílý pěšec · e4 černý pěšec · f4 černý pěšec · h4 černý pěšec · b3 bílý pěšec · e3 bílý pěšec · h3 bílý pěšec · b2 bílý střelec · d2 bílý věž · f2 bílý pěšec · g2 bílý pěšec · h2 bílý král | c8 černý král · a7 černý pěšec · b7 černý pěšec · c6 černý pěšec · a5 bílý pěšec · c5 černý dáma · e5 černý pěšec · h5 černý střelec · a4 bílý věž · c4 bílý pěšec · e4 černý pěšec · f4 černý pěšec · h4 černý pěšec · b3 bílý pěšec · e3 bílý pěšec · h3 bílý pěšec · b2 bílý střelec · d2 bílý věž · f2 bílý pěšec · g2 bílý pěšec · h2 bílý král | c8 černý král · a7 černý pěšec · b7 černý pěšec · c6 černý pěšec · a5 bílý pěšec · c5 černý dáma · e5 černý pěšec · h5 černý střelec · a4 bílý věž · c4 bílý pěšec · e4 černý pěšec · f4 černý pěšec · h4 černý pěšec · b3 bílý pěšec · e3 bílý pěšec · h3 bílý pěšec · b2 bílý střelec · d2 bílý věž · f2 bílý pěšec · g2 bílý pěšec · h2 bílý král | c8 černý král · a7 černý pěšec · b7 černý pěšec · c6 černý pěšec · a5 bílý pěšec · c5 černý dáma · e5 černý pěšec · h5 černý střelec · a4 bílý věž · c4 bílý pěšec · e4 černý pěšec · f4 černý pěšec · h4 černý pěšec · b3 bílý pěšec · e3 bílý pěšec · h3 bílý pěšec · b2 bílý střelec · d2 bílý věž · f2 bílý pěšec · g2 bílý pěšec · h2 bílý král | c8 černý král · a7 černý pěšec · b7 černý pěšec · c6 černý pěšec · a5 bílý pěšec · c5 černý dáma · e5 černý pěšec · h5 černý střelec · a4 bílý věž · c4 bílý pěšec · e4 černý pěšec · f4 černý pěšec · h4 černý pěšec · b3 bílý pěšec · e3 bílý pěšec · h3 bílý pěšec · b2 bílý střelec · d2 bílý věž · f2 bílý pěšec · g2 bílý pěšec · h2 bílý král | c8 černý král · a7 černý pěšec · b7 černý pěšec · c6 černý pěšec · a5 bílý pěšec · c5 černý dáma · e5 černý pěšec · h5 černý střelec · a4 bílý věž · c4 bílý pěšec · e4 černý pěšec · f4 černý pěšec · h4 černý pěšec · b3 bílý pěšec · e3 bílý pěšec · h3 bílý pěšec · b2 bílý střelec · d2 bílý věž · f2 bílý pěšec · g2 bílý pěšec · h2 bílý král | c8 černý král · a7 černý pěšec · b7 černý pěšec · c6 černý pěšec · a5 bílý pěšec · c5 černý dáma · e5 černý pěšec · h5 černý střelec · a4 bílý věž · c4 bílý pěšec · e4 černý pěšec · f4 černý pěšec · h4 černý pěšec · b3 bílý pěšec · e3 bílý pěšec · h3 bílý pěšec · b2 bílý střelec · d2 bílý věž · f2 bílý pěšec · g2 bílý pěšec · h2 bílý král | c8 černý král · a7 černý pěšec · b7 černý pěšec · c6 černý pěšec · a5 bílý pěšec · c5 černý dáma · e5 černý pěšec · h5 černý střelec · a4 bílý věž · c4 bílý pěšec · e4 černý pěšec · f4 černý pěšec · h4 černý pěšec · b3 bílý pěšec · e3 bílý pěšec · h3 bílý pěšec · b2 bílý střelec · d2 bílý věž · f2 bílý pěšec · g2 bílý pěšec · h2 bílý král | 6 |
| 5 | c8 černý král · a7 černý pěšec · b7 černý pěšec · c6 černý pěšec · a5 bílý pěšec · c5 černý dáma · e5 černý pěšec · h5 černý střelec · a4 bílý věž · c4 bílý pěšec · e4 černý pěšec · f4 černý pěšec · h4 černý pěšec · b3 bílý pěšec · e3 bílý pěšec · h3 bílý pěšec · b2 bílý střelec · d2 bílý věž · f2 bílý pěšec · g2 bílý pěšec · h2 bílý král | c8 černý král · a7 černý pěšec · b7 černý pěšec · c6 černý pěšec · a5 bílý pěšec · c5 černý dáma · e5 černý pěšec · h5 černý střelec · a4 bílý věž · c4 bílý pěšec · e4 černý pěšec · f4 černý pěšec · h4 černý pěšec · b3 bílý pěšec · e3 bílý pěšec · h3 bílý pěšec · b2 bílý střelec · d2 bílý věž · f2 bílý pěšec · g2 bílý pěšec · h2 bílý král | c8 černý král · a7 černý pěšec · b7 černý pěšec · c6 černý pěšec · a5 bílý pěšec · c5 černý dáma · e5 černý pěšec · h5 černý střelec · a4 bílý věž · c4 bílý pěšec · e4 černý pěšec · f4 černý pěšec · h4 černý pěšec · b3 bílý pěšec · e3 bílý pěšec · h3 bílý pěšec · b2 bílý střelec · d2 bílý věž · f2 bílý pěšec · g2 bílý pěšec · h2 bílý král | c8 černý král · a7 černý pěšec · b7 černý pěšec · c6 černý pěšec · a5 bílý pěšec · c5 černý dáma · e5 černý pěšec · h5 černý střelec · a4 bílý věž · c4 bílý pěšec · e4 černý pěšec · f4 černý pěšec · h4 černý pěšec · b3 bílý pěšec · e3 bílý pěšec · h3 bílý pěšec · b2 bílý střelec · d2 bílý věž · f2 bílý pěšec · g2 bílý pěšec · h2 bílý král | c8 černý král · a7 černý pěšec · b7 černý pěšec · c6 černý pěšec · a5 bílý pěšec · c5 černý dáma · e5 černý pěšec · h5 černý střelec · a4 bílý věž · c4 bílý pěšec · e4 černý pěšec · f4 černý pěšec · h4 černý pěšec · b3 bílý pěšec · e3 bílý pěšec · h3 bílý pěšec · b2 bílý střelec · d2 bílý věž · f2 bílý pěšec · g2 bílý pěšec · h2 bílý král | c8 černý král · a7 černý pěšec · b7 černý pěšec · c6 černý pěšec · a5 bílý pěšec · c5 černý dáma · e5 černý pěšec · h5 černý střelec · a4 bílý věž · c4 bílý pěšec · e4 černý pěšec · f4 černý pěšec · h4 černý pěšec · b3 bílý pěšec · e3 bílý pěšec · h3 bílý pěšec · b2 bílý střelec · d2 bílý věž · f2 bílý pěšec · g2 bílý pěšec · h2 bílý král | c8 černý král · a7 černý pěšec · b7 černý pěšec · c6 černý pěšec · a5 bílý pěšec · c5 černý dáma · e5 černý pěšec · h5 černý střelec · a4 bílý věž · c4 bílý pěšec · e4 černý pěšec · f4 černý pěšec · h4 černý pěšec · b3 bílý pěšec · e3 bílý pěšec · h3 bílý pěšec · b2 bílý střelec · d2 bílý věž · f2 bílý pěšec · g2 bílý pěšec · h2 bílý král | c8 černý král · a7 černý pěšec · b7 černý pěšec · c6 černý pěšec · a5 bílý pěšec · c5 černý dáma · e5 černý pěšec · h5 černý střelec · a4 bílý věž · c4 bílý pěšec · e4 černý pěšec · f4 černý pěšec · h4 černý pěšec · b3 bílý pěšec · e3 bílý pěšec · h3 bílý pěšec · b2 bílý střelec · d2 bílý věž · f2 bílý pěšec · g2 bílý pěšec · h2 bílý král | 5 |
| 4 | c8 černý král · a7 černý pěšec · b7 černý pěšec · c6 černý pěšec · a5 bílý pěšec · c5 černý dáma · e5 černý pěšec · h5 černý střelec · a4 bílý věž · c4 bílý pěšec · e4 černý pěšec · f4 černý pěšec · h4 černý pěšec · b3 bílý pěšec · e3 bílý pěšec · h3 bílý pěšec · b2 bílý střelec · d2 bílý věž · f2 bílý pěšec · g2 bílý pěšec · h2 bílý král | c8 černý král · a7 černý pěšec · b7 černý pěšec · c6 černý pěšec · a5 bílý pěšec · c5 černý dáma · e5 černý pěšec · h5 černý střelec · a4 bílý věž · c4 bílý pěšec · e4 černý pěšec · f4 černý pěšec · h4 černý pěšec · b3 bílý pěšec · e3 bílý pěšec · h3 bílý pěšec · b2 bílý střelec · d2 bílý věž · f2 bílý pěšec · g2 bílý pěšec · h2 bílý král | c8 černý král · a7 černý pěšec · b7 černý pěšec · c6 černý pěšec · a5 bílý pěšec · c5 černý dáma · e5 černý pěšec · h5 černý střelec · a4 bílý věž · c4 bílý pěšec · e4 černý pěšec · f4 černý pěšec · h4 černý pěšec · b3 bílý pěšec · e3 bílý pěšec · h3 bílý pěšec · b2 bílý střelec · d2 bílý věž · f2 bílý pěšec · g2 bílý pěšec · h2 bílý král | c8 černý král · a7 černý pěšec · b7 černý pěšec · c6 černý pěšec · a5 bílý pěšec · c5 černý dáma · e5 černý pěšec · h5 černý střelec · a4 bílý věž · c4 bílý pěšec · e4 černý pěšec · f4 černý pěšec · h4 černý pěšec · b3 bílý pěšec · e3 bílý pěšec · h3 bílý pěšec · b2 bílý střelec · d2 bílý věž · f2 bílý pěšec · g2 bílý pěšec · h2 bílý král | c8 černý král · a7 černý pěšec · b7 černý pěšec · c6 černý pěšec · a5 bílý pěšec · c5 černý dáma · e5 černý pěšec · h5 černý střelec · a4 bílý věž · c4 bílý pěšec · e4 černý pěšec · f4 černý pěšec · h4 černý pěšec · b3 bílý pěšec · e3 bílý pěšec · h3 bílý pěšec · b2 bílý střelec · d2 bílý věž · f2 bílý pěšec · g2 bílý pěšec · h2 bílý král | c8 černý král · a7 černý pěšec · b7 černý pěšec · c6 černý pěšec · a5 bílý pěšec · c5 černý dáma · e5 černý pěšec · h5 černý střelec · a4 bílý věž · c4 bílý pěšec · e4 černý pěšec · f4 černý pěšec · h4 černý pěšec · b3 bílý pěšec · e3 bílý pěšec · h3 bílý pěšec · b2 bílý střelec · d2 bílý věž · f2 bílý pěšec · g2 bílý pěšec · h2 bílý král | c8 černý král · a7 černý pěšec · b7 černý pěšec · c6 černý pěšec · a5 bílý pěšec · c5 černý dáma · e5 černý pěšec · h5 černý střelec · a4 bílý věž · c4 bílý pěšec · e4 černý pěšec · f4 černý pěšec · h4 černý pěšec · b3 bílý pěšec · e3 bílý pěšec · h3 bílý pěšec · b2 bílý střelec · d2 bílý věž · f2 bílý pěšec · g2 bílý pěšec · h2 bílý král | c8 černý král · a7 černý pěšec · b7 černý pěšec · c6 černý pěšec · a5 bílý pěšec · c5 černý dáma · e5 černý pěšec · h5 černý střelec · a4 bílý věž · c4 bílý pěšec · e4 černý pěšec · f4 černý pěšec · h4 černý pěšec · b3 bílý pěšec · e3 bílý pěšec · h3 bílý pěšec · b2 bílý střelec · d2 bílý věž · f2 bílý pěšec · g2 bílý pěšec · h2 bílý král | 4 |
| 3 | c8 černý král · a7 černý pěšec · b7 černý pěšec · c6 černý pěšec · a5 bílý pěšec · c5 černý dáma · e5 černý pěšec · h5 černý střelec · a4 bílý věž · c4 bílý pěšec · e4 černý pěšec · f4 černý pěšec · h4 černý pěšec · b3 bílý pěšec · e3 bílý pěšec · h3 bílý pěšec · b2 bílý střelec · d2 bílý věž · f2 bílý pěšec · g2 bílý pěšec · h2 bílý král | c8 černý král · a7 černý pěšec · b7 černý pěšec · c6 černý pěšec · a5 bílý pěšec · c5 černý dáma · e5 černý pěšec · h5 černý střelec · a4 bílý věž · c4 bílý pěšec · e4 černý pěšec · f4 černý pěšec · h4 černý pěšec · b3 bílý pěšec · e3 bílý pěšec · h3 bílý pěšec · b2 bílý střelec · d2 bílý věž · f2 bílý pěšec · g2 bílý pěšec · h2 bílý král | c8 černý král · a7 černý pěšec · b7 černý pěšec · c6 černý pěšec · a5 bílý pěšec · c5 černý dáma · e5 černý pěšec · h5 černý střelec · a4 bílý věž · c4 bílý pěšec · e4 černý pěšec · f4 černý pěšec · h4 černý pěšec · b3 bílý pěšec · e3 bílý pěšec · h3 bílý pěšec · b2 bílý střelec · d2 bílý věž · f2 bílý pěšec · g2 bílý pěšec · h2 bílý král | c8 černý král · a7 černý pěšec · b7 černý pěšec · c6 černý pěšec · a5 bílý pěšec · c5 černý dáma · e5 černý pěšec · h5 černý střelec · a4 bílý věž · c4 bílý pěšec · e4 černý pěšec · f4 černý pěšec · h4 černý pěšec · b3 bílý pěšec · e3 bílý pěšec · h3 bílý pěšec · b2 bílý střelec · d2 bílý věž · f2 bílý pěšec · g2 bílý pěšec · h2 bílý král | c8 černý král · a7 černý pěšec · b7 černý pěšec · c6 černý pěšec · a5 bílý pěšec · c5 černý dáma · e5 černý pěšec · h5 černý střelec · a4 bílý věž · c4 bílý pěšec · e4 černý pěšec · f4 černý pěšec · h4 černý pěšec · b3 bílý pěšec · e3 bílý pěšec · h3 bílý pěšec · b2 bílý střelec · d2 bílý věž · f2 bílý pěšec · g2 bílý pěšec · h2 bílý král | c8 černý král · a7 černý pěšec · b7 černý pěšec · c6 černý pěšec · a5 bílý pěšec · c5 černý dáma · e5 černý pěšec · h5 černý střelec · a4 bílý věž · c4 bílý pěšec · e4 černý pěšec · f4 černý pěšec · h4 černý pěšec · b3 bílý pěšec · e3 bílý pěšec · h3 bílý pěšec · b2 bílý střelec · d2 bílý věž · f2 bílý pěšec · g2 bílý pěšec · h2 bílý král | c8 černý král · a7 černý pěšec · b7 černý pěšec · c6 černý pěšec · a5 bílý pěšec · c5 černý dáma · e5 černý pěšec · h5 černý střelec · a4 bílý věž · c4 bílý pěšec · e4 černý pěšec · f4 černý pěšec · h4 černý pěšec · b3 bílý pěšec · e3 bílý pěšec · h3 bílý pěšec · b2 bílý střelec · d2 bílý věž · f2 bílý pěšec · g2 bílý pěšec · h2 bílý král | c8 černý král · a7 černý pěšec · b7 černý pěšec · c6 černý pěšec · a5 bílý pěšec · c5 černý dáma · e5 černý pěšec · h5 černý střelec · a4 bílý věž · c4 bílý pěšec · e4 černý pěšec · f4 černý pěšec · h4 černý pěšec · b3 bílý pěšec · e3 bílý pěšec · h3 bílý pěšec · b2 bílý střelec · d2 bílý věž · f2 bílý pěšec · g2 bílý pěšec · h2 bílý král | 3 |
| 2 | c8 černý král · a7 černý pěšec · b7 černý pěšec · c6 černý pěšec · a5 bílý pěšec · c5 černý dáma · e5 černý pěšec · h5 černý střelec · a4 bílý věž · c4 bílý pěšec · e4 černý pěšec · f4 černý pěšec · h4 černý pěšec · b3 bílý pěšec · e3 bílý pěšec · h3 bílý pěšec · b2 bílý střelec · d2 bílý věž · f2 bílý pěšec · g2 bílý pěšec · h2 bílý král | c8 černý král · a7 černý pěšec · b7 černý pěšec · c6 černý pěšec · a5 bílý pěšec · c5 černý dáma · e5 černý pěšec · h5 černý střelec · a4 bílý věž · c4 bílý pěšec · e4 černý pěšec · f4 černý pěšec · h4 černý pěšec · b3 bílý pěšec · e3 bílý pěšec · h3 bílý pěšec · b2 bílý střelec · d2 bílý věž · f2 bílý pěšec · g2 bílý pěšec · h2 bílý král | c8 černý král · a7 černý pěšec · b7 černý pěšec · c6 černý pěšec · a5 bílý pěšec · c5 černý dáma · e5 černý pěšec · h5 černý střelec · a4 bílý věž · c4 bílý pěšec · e4 černý pěšec · f4 černý pěšec · h4 černý pěšec · b3 bílý pěšec · e3 bílý pěšec · h3 bílý pěšec · b2 bílý střelec · d2 bílý věž · f2 bílý pěšec · g2 bílý pěšec · h2 bílý král | c8 černý král · a7 černý pěšec · b7 černý pěšec · c6 černý pěšec · a5 bílý pěšec · c5 černý dáma · e5 černý pěšec · h5 černý střelec · a4 bílý věž · c4 bílý pěšec · e4 černý pěšec · f4 černý pěšec · h4 černý pěšec · b3 bílý pěšec · e3 bílý pěšec · h3 bílý pěšec · b2 bílý střelec · d2 bílý věž · f2 bílý pěšec · g2 bílý pěšec · h2 bílý král | c8 černý král · a7 černý pěšec · b7 černý pěšec · c6 černý pěšec · a5 bílý pěšec · c5 černý dáma · e5 černý pěšec · h5 černý střelec · a4 bílý věž · c4 bílý pěšec · e4 černý pěšec · f4 černý pěšec · h4 černý pěšec · b3 bílý pěšec · e3 bílý pěšec · h3 bílý pěšec · b2 bílý střelec · d2 bílý věž · f2 bílý pěšec · g2 bílý pěšec · h2 bílý král | c8 černý král · a7 černý pěšec · b7 černý pěšec · c6 černý pěšec · a5 bílý pěšec · c5 černý dáma · e5 černý pěšec · h5 černý střelec · a4 bílý věž · c4 bílý pěšec · e4 černý pěšec · f4 černý pěšec · h4 černý pěšec · b3 bílý pěšec · e3 bílý pěšec · h3 bílý pěšec · b2 bílý střelec · d2 bílý věž · f2 bílý pěšec · g2 bílý pěšec · h2 bílý král | c8 černý král · a7 černý pěšec · b7 černý pěšec · c6 černý pěšec · a5 bílý pěšec · c5 černý dáma · e5 černý pěšec · h5 černý střelec · a4 bílý věž · c4 bílý pěšec · e4 černý pěšec · f4 černý pěšec · h4 černý pěšec · b3 bílý pěšec · e3 bílý pěšec · h3 bílý pěšec · b2 bílý střelec · d2 bílý věž · f2 bílý pěšec · g2 bílý pěšec · h2 bílý král | c8 černý král · a7 černý pěšec · b7 černý pěšec · c6 černý pěšec · a5 bílý pěšec · c5 černý dáma · e5 černý pěšec · h5 černý střelec · a4 bílý věž · c4 bílý pěšec · e4 černý pěšec · f4 černý pěšec · h4 černý pěšec · b3 bílý pěšec · e3 bílý pěšec · h3 bílý pěšec · b2 bílý střelec · d2 bílý věž · f2 bílý pěšec · g2 bílý pěšec · h2 bílý král | 2 |
| 1 | c8 černý král · a7 černý pěšec · b7 černý pěšec · c6 černý pěšec · a5 bílý pěšec · c5 černý dáma · e5 černý pěšec · h5 černý střelec · a4 bílý věž · c4 bílý pěšec · e4 černý pěšec · f4 černý pěšec · h4 černý pěšec · b3 bílý pěšec · e3 bílý pěšec · h3 bílý pěšec · b2 bílý střelec · d2 bílý věž · f2 bílý pěšec · g2 bílý pěšec · h2 bílý král | c8 černý král · a7 černý pěšec · b7 černý pěšec · c6 černý pěšec · a5 bílý pěšec · c5 černý dáma · e5 černý pěšec · h5 černý střelec · a4 bílý věž · c4 bílý pěšec · e4 černý pěšec · f4 černý pěšec · h4 černý pěšec · b3 bílý pěšec · e3 bílý pěšec · h3 bílý pěšec · b2 bílý střelec · d2 bílý věž · f2 bílý pěšec · g2 bílý pěšec · h2 bílý král | c8 černý král · a7 černý pěšec · b7 černý pěšec · c6 černý pěšec · a5 bílý pěšec · c5 černý dáma · e5 černý pěšec · h5 černý střelec · a4 bílý věž · c4 bílý pěšec · e4 černý pěšec · f4 černý pěšec · h4 černý pěšec · b3 bílý pěšec · e3 bílý pěšec · h3 bílý pěšec · b2 bílý střelec · d2 bílý věž · f2 bílý pěšec · g2 bílý pěšec · h2 bílý král | c8 černý král · a7 černý pěšec · b7 černý pěšec · c6 černý pěšec · a5 bílý pěšec · c5 černý dáma · e5 černý pěšec · h5 černý střelec · a4 bílý věž · c4 bílý pěšec · e4 černý pěšec · f4 černý pěšec · h4 černý pěšec · b3 bílý pěšec · e3 bílý pěšec · h3 bílý pěšec · b2 bílý střelec · d2 bílý věž · f2 bílý pěšec · g2 bílý pěšec · h2 bílý král | c8 černý král · a7 černý pěšec · b7 černý pěšec · c6 černý pěšec · a5 bílý pěšec · c5 černý dáma · e5 černý pěšec · h5 černý střelec · a4 bílý věž · c4 bílý pěšec · e4 černý pěšec · f4 černý pěšec · h4 černý pěšec · b3 bílý pěšec · e3 bílý pěšec · h3 bílý pěšec · b2 bílý střelec · d2 bílý věž · f2 bílý pěšec · g2 bílý pěšec · h2 bílý král | c8 černý král · a7 černý pěšec · b7 černý pěšec · c6 černý pěšec · a5 bílý pěšec · c5 černý dáma · e5 černý pěšec · h5 černý střelec · a4 bílý věž · c4 bílý pěšec · e4 černý pěšec · f4 černý pěšec · h4 černý pěšec · b3 bílý pěšec · e3 bílý pěšec · h3 bílý pěšec · b2 bílý střelec · d2 bílý věž · f2 bílý pěšec · g2 bílý pěšec · h2 bílý král | c8 černý král · a7 černý pěšec · b7 černý pěšec · c6 černý pěšec · a5 bílý pěšec · c5 černý dáma · e5 černý pěšec · h5 černý střelec · a4 bílý věž · c4 bílý pěšec · e4 černý pěšec · f4 černý pěšec · h4 černý pěšec · b3 bílý pěšec · e3 bílý pěšec · h3 bílý pěšec · b2 bílý střelec · d2 bílý věž · f2 bílý pěšec · g2 bílý pěšec · h2 bílý král | c8 černý král · a7 černý pěšec · b7 černý pěšec · c6 černý pěšec · a5 bílý pěšec · c5 černý dáma · e5 černý pěšec · h5 černý střelec · a4 bílý věž · c4 bílý pěšec · e4 černý pěšec · f4 černý pěšec · h4 černý pěšec · b3 bílý pěšec · e3 bílý pěšec · h3 bílý pěšec · b2 bílý střelec · d2 bílý věž · f2 bílý pěšec · g2 bílý pěšec · h2 bílý král | 1 |
|   | a | b | c | d | e | f | g | h |   |

Ačkoliv typické rozestavení figur před Prokešovým manévrem zahrnuje dva soupeřovy pěšce na třetí nebo šesté řadě doprovázené králem proti věži a králi, lze ho použít i v jiných situacích, jak dosvědčuje partie Koz – Workul z roku 1982.
Jak lze vidět na diagramu vpravo, bílý zahrál pěšcem z c2 na c4 a pokusil se chytit do pasti černou dámu. Soupeř zareagoval tahem 1. ... f4 s tím, že po napadení své dámy 2. Sa3 se s tímto pěšcem probije až k proměně na poli d1. Ovšem poté, co ho bílý překvapil Prokešovým manévrem 3. Vd8+, vzdal.